# インターシティ (ドイツ)

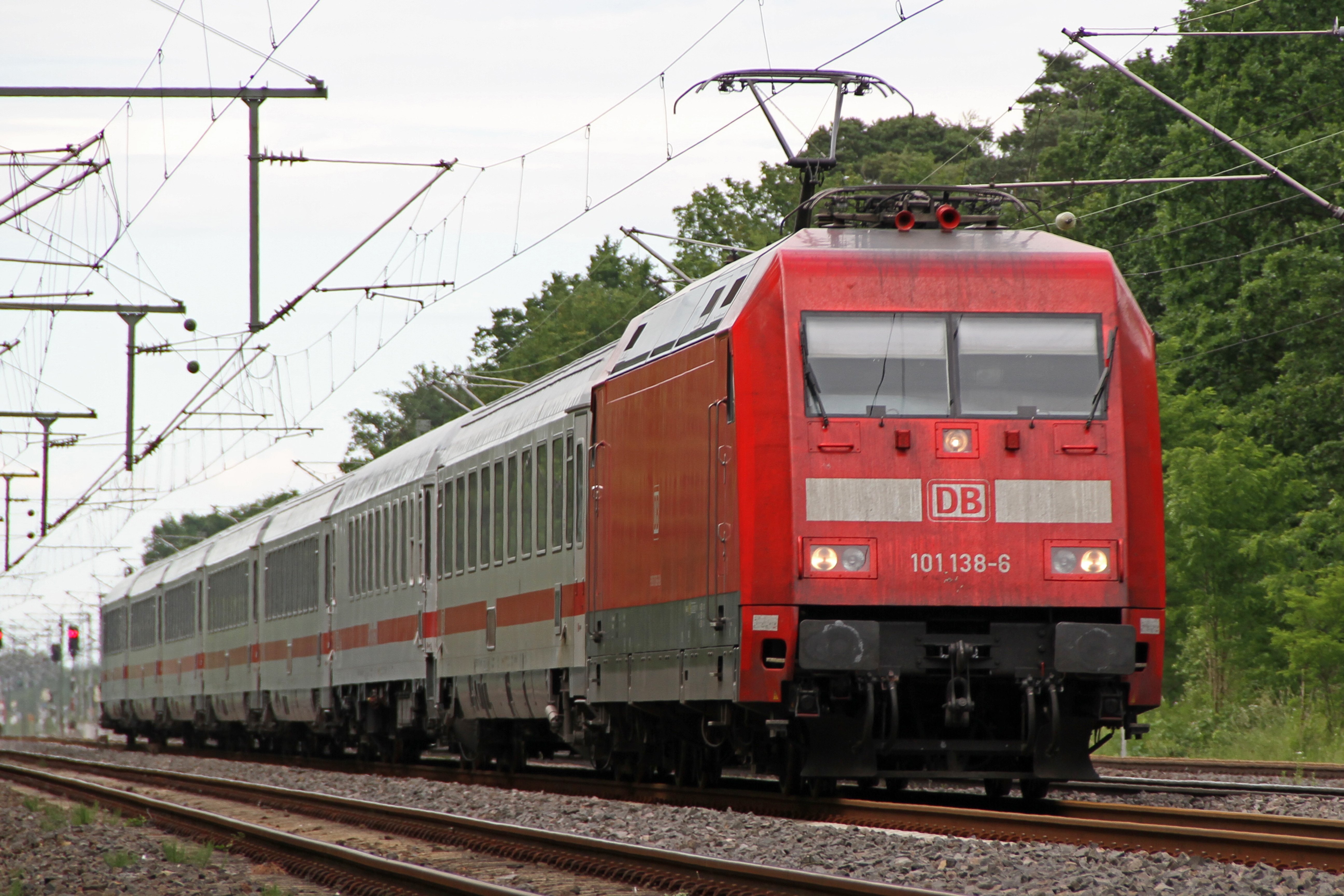
101型機関車の牽引するインターシティ (2010年)

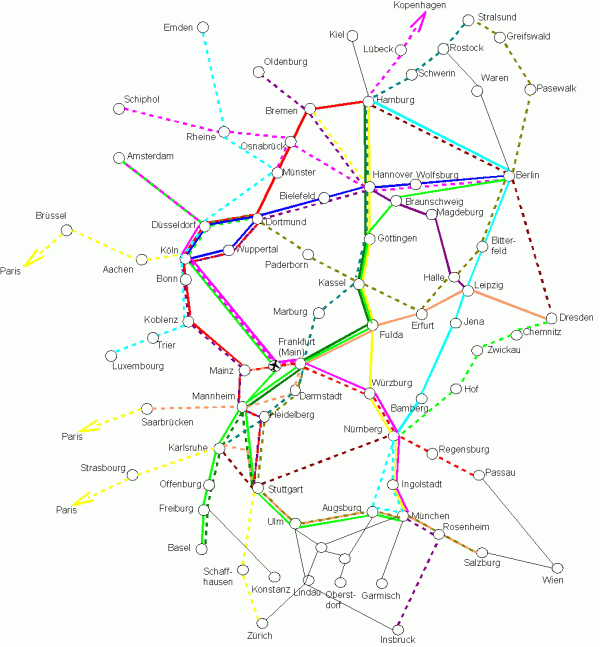
2007年のドイツのインターシティ網 (ICEを含む)

インターシティ (Intercity), 略称 IC (イーツェー) は、ドイツの鉄道における優等列車の種別の一つである。主にドイツ国内でのみ運行される列車であり、1時間間隔や2時間間隔などのパターンダイヤで運行され、異系統の列車同士の接続を重視したネットワークを形成している。
1968年にドイツ連邦鉄道 (西ドイツ国鉄) が一部の特急列車 (Fernzug) に「インターシティ」の名を冠したのが起源である。1971年9月26日から4つの系統で2時間間隔の運転を始め、Fernzugに代わって西ドイツ国内の最上位の列車種別となった。当初は一等車専用であったが1979年から全ての列車に二等車を連結するようになった。その後系統数は増加しており、1991年に運行を開始したICEもインターシティ網の一部を担うものとされた。しかし2002年12月のダイヤ改正以降は、インターシティはICE (タリス、TGV、レイルジェットを含む) に次ぐ第2位の種別としての位置づけが強くなっている。
1970年代に気動車や電車が用いられたことを除けば、原則として機関車牽引の客車列車である。ただし2010年代以降の車両の全面的な更新にあたって、客車列車とともに電車（KISS）が一部系統で導入されている。

## 歴史

### 起源
第二次世界大戦後のドイツ連邦共和国（西ドイツ）では、1951年のドイツ連邦鉄道 (西ドイツ国鉄) 発足と同時に、最上位の優等列車として特急列車 (Fernzug, F-Zug) が誕生した。その後1957年には国際列車のTEEが運行を始め、サービス水準の向上が図られた。1965年には国内優等列車に対してもTEEの種別が用いられるようになった。
一方1966年ごろから、西ドイツ国鉄はイギリスのインターシティにならって特急列車のネットワーク化を重視するようになった。1967年夏のダイヤ改正では11往復半の特急列車が増発された。さらにこのころには、TEEの気動車列車から客車列車への置き換えが進み、TEE用であった601型 (旧称VT11.5型) 気動車を国内特急列車にも充てることが可能になった。これに加えTEE用の「ラインゴルト型」客車を増備することで、国内特急列車の高速化とサービスの向上も行なわれることになった。
1968年冬ダイヤ改正 (9月29日) から、西ドイツ国鉄は以下の6往復の特急列車の列車名に「インターシティA」から「インターシティF」までの名を冠するようになった。これらはいずれも601型気動車かTEE用の客車を用いており、最高速度160km/hで運転されていた。
| 列車番号 | 列車名                                                                  | 区間                                                                            | 表定速度  | 車両        |
| -------- | ----------------------------------------------------------------------- | ------------------------------------------------------------------------------- | --------- | ----------- |
| F31      | インターシティA ゼナートル Intercity A Senator                          | ケルン → エッセン → ミュンスター → ハンブルク＝アルトナ                         | 119.0km/h | 客車        |
| F32      | インターシティA ゼナートル Intercity A Senator                          | ハンブルク＝アルトナ → ミュンスター → ハム → ハーゲン → ケルン                  | 118.3km/h | 客車        |
| F130     | インターシティB トラー・ボンベルク Intercity B Toller Bomberg           | ハンブルク＝アルトナ - ブレーメン - エッセン - ケルン                           | 116.0km/h | 601型気動車 |
| F131     | インターシティB トラー・ボンベルク Intercity B Toller Bomberg           | ハンブルク＝アルトナ - ブレーメン - エッセン - ケルン                           | 112.2km/h | 601型気動車 |
| F13      | インターシティC ポルタ・ヴェストファーリカ Intercity C Porta Westfarica | ケルン → ハーゲン → ハム → ハノーファー                                         | 118.9km/h | 客車        |
| F14      | インターシティC ポルタ・ヴェストファーリカ Intercity C Porta Westfarica | ハノーファー → エッセン → ケルン                                                | 117.5km/h | 客車        |
| F146     | インターシティD ヴィルヘルム・ブッシュ Intercity D Wilhelm Busch        | ハノーファー → ハム → ハーゲン → ケルン                                         | 111.8km/h | 601型気動車 |
| F147     | インターシティD ヴィルヘルム・ブッシュ Intercity D Wilhelm Busch        | ケルン → ハーゲン → ドルトムント → ハノーファー                                 | 113.2km/h | 601型気動車 |
| F117     | インターシティE プリンツレゲント Intercity E Prinzregent                | ミュンヘン → シュトゥットガルト → ハイデルベルク → フランクフルト・アム・マイン | 104.5km/h | 601型気動車 |
| F 120    | インターシティE プリンツレゲント Intercity E Prinzregent                | フランクフルト → ヴュルツブルク → ミュンヘン                                    | 112.5km/h | 601型気動車 |
| F 171    | インターシティF メルカトル Intercity F Mercator                         | フランクフルト - フルダ - ハノーファー                                          | 108.9km/h | 601型気動車 |
| F 172    | インターシティF メルカトル Intercity F Mercator                         | フランクフルト - フルダ - ハノーファー                                          | 108.9km/h | 601型気動車 |
| 1.       |                                                                         |                                                                                 |           |             |

601型気動車の最高速度は、TEEとして使われていたときは140km/hであったが、インターシティでは中間の付随車を5両のみとした短編成で160km/h運転を行なった。しかしインターシティB「トラー・ボンベルク」(F 131) の需要が予想外に大きかったため、急遽11月11日から長編成の客車列車に置き換えられた。また車両運用の都合から、トラー・ボンベルクのほかヴィルヘルム・ブッシュもこのときから客車列車になった。

### 一等インターシティ

1971年時点のインターシティ網

#### IC71
西ドイツ国鉄の役員会は1969年に「インターシティ」という新たな国内列車の種別を設けることを決定した。使用される車両はTEEと同様の客車または気動車で、一等専用であることもTEEと同じである。これによりTEEなみのサービスを国内列車に対しても全面的に取り入れようとした。ただし経路やダイヤの設定に冠する思想はTEEやそれまでの特急列車 (「インターシティ」の名を冠していた6往復も含む) とは大きく異なる。従来の優等列車の走行経路は列車ごとにまちまちであり、また多数の列車の集中するライン・ルール地域 (ケルンなど) とライン・マイン地域 (フランクフルト・アム・マインなど) の間でも列車の時刻は不均等で、特に朝夕に集中する傾向があった。これに対しインターシティは西ドイツを南北に縦断する4つの経路に沿って、各々約2時間間隔のパターンダイヤで運転されるものである。また主要駅では異系統のインターシティの間で相互に乗り換えられるようになっていた。
インターシティは1971年冬ダイヤ改正 (9月26日) から、以下の4つの系統で運行を始めた。このネットワークをインターシティ71 (IC71) と呼ぶ。国際列車であるTEEも、西ドイツ国内でインターシティの系統と重複する部分ではインターシティ網の一部とされ、2時間間隔のパターンに組み込まれた。
| 系統 | 経路、停車駅 |
| --- | --- |
| 1号線 Linie 1 | ハンブルク (アルトナ駅 - ダムトーア駅 - 中央駅) - ブレーメン - オスナブリュック - ミュンスター - ドルトムント (2) - エッセン - デュースブルク - デュッセルドルフ - ケルン (2) - ボン - コブレンツ - マインツ - マンハイム (3) - ハイデルベルク - シュトゥットガルト - ウルム - アウクスブルク - ミュンヘン |
| 2号線 Linie 2 | ハノーファー - ビーレフェルト - ドルトムント (1) - ハーゲン - ヴッパータール＝エルバーフェルト - ケルン (1) - ボン - コブレンツ - ヴィースバーデン - フランクフルト・アム・マイン - ヴュルツブルク (4) - ミュンヘン                                                                                        |
| 3号線 Linie 3 | ハンブルク (アルトナ - ダムトーア - 中央駅) - ハノーファー (4) - ゲッティンゲン - フルダ - フランクフルト - マンハイム (1) - カールスルーエ - ※バーデン＝オース - ※オッフェンブルク - フライブルク - バーゼル (バーディッシャー駅 - SBB駅)                                                                 |
| 4号線 Linie 4 | ブレーメン - ハノーファー (3) - ゲッティンゲン - ベーブラ - ヴュルツブルク (2) - ニュルンベルク - アウクスブルク - ミュンヘン |
| 駅名の「中央駅」は同じ都市に他の停車駅がない限り省略した。太字は起終点および他の系統との接続駅で、かっこ内は接続する系統番号。 1. 2. 3. ヴュルツブルク - ミュンヘン間は2号線がアンスバッハ、インゴルシュタット経由の最短経路 (両駅とも通過) で、4号線はニュルンベルク、アウクスブルクを経由。ただしこの逆の経路を走行する列車や、ニュルンベルクとアウクスブルクの片方のみを経由する列車もあった。 | |

これらの系統は以下の各駅で相互に接続した。接続駅では原則として同一ホームでの対面乗り換えが可能であった。
- ドルトムント中央駅 : 1号線と2号線
- ケルン中央駅 : 1号線と2号線
- マンハイム中央駅 : 1号線と3号線
- ヴュルツブルク中央駅 : 2号線と4号線
- ハノーファー中央駅 : 3号線と4号線

一例として、2号線南行のIC127「ミュンヒナー・キンドル」は他のインターシティと以下のように接続した。
| 駅                   | 発着時刻  | 接続列車 | 接続列車 | 接続列車                        | 接続列車 |
| 駅                   | 発着時刻  | 発着時刻 | 系統     | 列車番号・列車名                | 経路 |
| -------------------- | --------- | -------- | -------- | ------------------------------- | --- |
| ハノーファー中央駅   | - / 12:00 |          |          |                                 | |
| ドルトムント中央駅   | 13:37/46  | 13:41/42 | 1号線    | IC 117 ガンブリヌス             | ハンブルク → ブレーメン → ドルトムント → ハーゲン → ヴッパータール → …                                        |
| ケルン中央駅         | 14:48/59  | 14:52/54 | 1号線    | IC 117 ガンブリヌス             | … → ハーゲン → ヴッパータール → ケルン → マンハイム → ミュンヘン (20:43着)                                    |
| ヴュルツブルク中央駅 | 18:31/33  | 18:35/37 | 4号線    | IC 187 アルブレヒト・デューラー | ブレーメン → ハノーファー (15:24発) → ヴュルツブルク → ニュルンベルク → アウクスブルク → ミュンヘン (21:10着) |
| ミュンヘン中央駅     | 20:51 / - |          |          |                                 | |

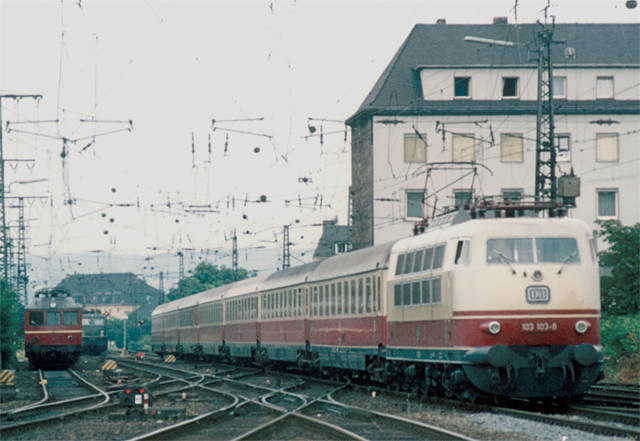
103型機関車牽引のインターシティまたはTEE (コブレンツ、1975年)

なお、列車の運行頻度は約2時間間隔であるが、分単位での発着時刻は列車により10分前後のずれがあり、完全な等間隔ダイヤではない。またTEEの一部は途中駅からインターシティの各系統に入っており、分岐駅で区間運転のインターシティと入れ替わるようなダイヤが組まれた。
インターシティは長距離を走るため、その運行は地域別の管理局ではなく、中央輸送監理局のIC輸送管理課で監督していた。また接続相手の列車が遅れた場合、接続駅で待つのは18分を上限とし、それ以上の遅れは特発列車を出して対応することにしていた。このため五つの接続駅では客車2両が常時待機し、機関車と乗務員も随時手配できるようになっていた。
一方で、大量のインターシティが新設されたのと引き替えに、急行列車 (D-Zug) が減便され、インターシティの通過待ちのため準急列車 (Eilzug, E-zug) や普通列車の所要時間が延びるといった弊害も生じた。インターシティは一等専用であるため、これは二等旅客に対してはサービスの低下であると批判された。

#### Bネット

IC Bネットの路線図 (1973年)
灰色 : AネットおよびTEE
赤 : 補完線
青 : 接続線

1973年夏ダイヤ改正 (6月3日) では、インターシティBネット (IC B-Net) と呼ばれる急行列車網が創設された。これは従来のインターシティ網を「Aネット」とし、これに接続する列車網である。Bネットは「IC補完線 (IC-Ergänzungstrecken)」と呼ばれる8系統 (11号線から18号線) と「IC接続線 (IC-Anschlußstrechen)」と呼ばれる8系統 (21号線から28号線) で構成された。補完線はインターシティの走らない亜幹線で、シティ急行 (都市急行、City D-zug, DC-zug) と呼ばれる急行列車が一日3から4往復走り、Aネットとの交差駅でインターシティと接続した。接続線はインターシティ網から外れた都市と最寄りのインターシティ停車駅を結ぶ路線であり、インターシティと接続するシティ急行または急行、準急列車が運転された。補完線のシティ急行には、一往復ごとに沿線の地名にちなんだ「○○ラント (-land)」という列車名がつけられた。一方接続線の列車には固有の列車名はないが、系統ごとに地形や歴史にちなんだ「○○・シティ (-City)」という愛称がつけられた。
| 系統            | 経路 |
| --------------- | --- |
| 11号線 Linie 11 | エムデン - ミュンスター - ハム - ハーゲン - ジーゲン - ギーセン - フランクフルト・アム・マイン                           |
| 12号線 Linie 12 | カッセル - ギーセン - フランクフルト - ダルムシュタット - マンハイム (1, 3) または - ハイデルベルク - シュトゥットガルト |
| 13号線 Linie 13 | (ベーブラ - ) カッセル - パーダーボルン - ドルトムント - デュースブルク (- メンヒェングラートバッハ)                     |
| 14号線 Linie 14 | ケルン - ジーゲン - ギーセン - カッセル - ゲッティンゲン                                                                 |
| 15号線 Linie 15 | (ケルン - ボン - ) コブレンツ - トリーア - ザールブリュッケン                                                            |
| 16号線 Linie 16 | ザールブリュッケン - マンハイム - ハイデルベルク - ハイルブロン - クライルスハイム - ニュルンベルク                      |
| 17号線 Linie 17 | カールスルーエ - シュトゥットガルト - クライルスハイム - ニュルンベルク ( - レーゲンスブルク)                            |
| 18号線 Linie 18 | シュトゥットガルト - ハイルブロン - ヴュルツブルク - バンベルク - ホーフ                                                 |

| 系統            | 運行区間                            | 愛称                                  |
| --------------- | ----------------------------------- | ------------------------------------- |
| 21号線 Linie 21 | カッセル - ベーブラ                 | クーアヘッセン・シティ Kurhessen-City |
| 22号線 Linie 22 | カッセル - ゲッティンゲン           | クーアヘッセン・シティ Kurhessen-City |
| 23号線 Linie 23 | ハンブルク - キール                 | フェルデ・シティ Förde-City           |
| 24号線 Linie 24 | ハンブルク - リューベック           | ハンザ・シティ Hansa-City             |
| 25号線 Linie 25 | ブレーマーハーフェン - ブレーメン   | ヴェーザー・シティ Wese-City          |
| 26号線 Linie 26 | オルデンブルク - ブレーメン         | オルデンブルク・シティ Oldenburg-City |
| 27号線 Linie 27 | ブラウンシュヴァイク - ハノーファー | ヴェルフェン・シティ Welfen-City      |
| 28号線 Linie 28 | ニュルンベルク - レーゲンスブルク   | ドナウ・シティ Donau-City             |

しかし1975年夏ダイヤ改正でIC接続線の系統番号や愛称は廃止され、1977年冬ダイヤ改正ではIC補完線のシティ急行も半減し、1982年には全廃されて通常の急行列車に置き換えられた。とはいえ、インターシティとの接続を重視した急行列車のダイヤ設定はその後も受け継がれた。

### 一二等インターシティ

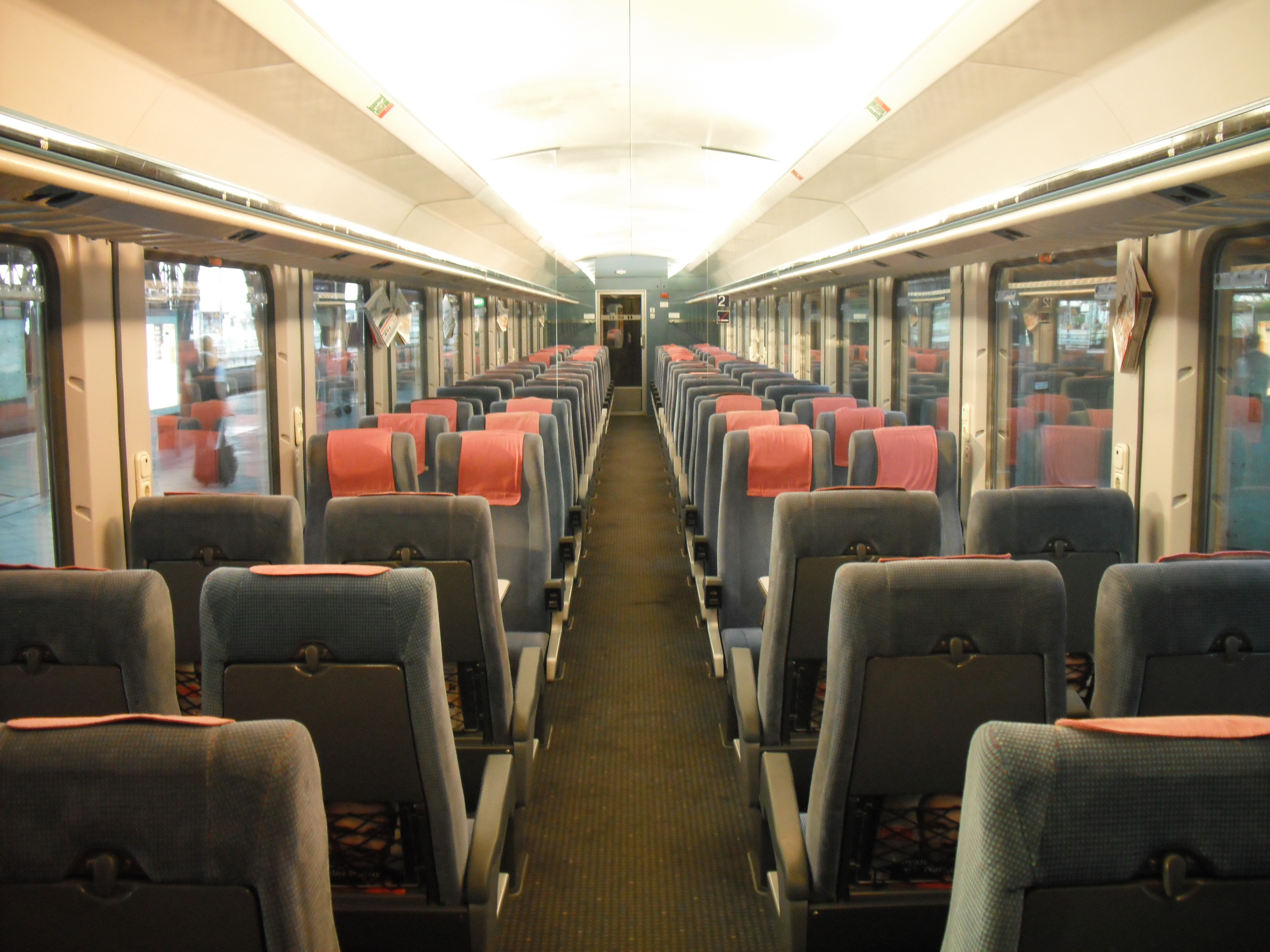
インターシティ用二等車の車内 (2011年)

インターシティは1971年の発足当時は一等車専用であった。このころまで、階級意識の強いヨーロッパの一等車利用者は、二等車利用者と同じ列車で旅行することを嫌う傾向があり、TEEやインターシティなどの上位の優等列車は一等車のみで編成されていた。二等車を連結した急行列車はこれらの列車に比べ遅く、設備も劣っていた。
しかし1970年代には、社会の変化により長距離列車の二等車の需要が増える一方で、一等専用の優等列車は人気が衰え始めており、インターシティが一等専用であることは批判の対象となった。そこで西ドイツ国鉄は1975年から、インターシティへの二等車の連結を検討し始め、1976年から一部の列車で試験的に実施した。1979年からはすべてのインターシティが二等車を連結するとともに、1時間間隔に増発された。このネットワークを「インターシティ79 (IC79)」と呼ぶ。

#### 1976年-1978年
インターシティへの二等車の連結は、1976年の夏ダイヤ改正 (5月30日) からIC4号線で始まった。4号線はもともと2号線や3号線との重複区間が長く、乗車率の低い路線であったのが背景にある。ただし4号線でも403型電車を利用した列車は一等専用のままであり、二等車を連結したのは客車列車のみであった。またこのとき使用された二等客車は非常用の電磁吸着ブレーキを備えていなかったため、最高速度が145km/hに制限されていた。1977年以降、200km/h運転に対応した二等客車が投入されている。
1978年夏ダイヤ改正 (5月28日) では、IC1号線のケルン - ハンブルク間において、IC79のコンセプトが先行して実施された。同区間のインターシティを1時間間隔とし、ケルン中央駅発を毎時00分、ハンブルク中央駅発を毎時45分と発車時刻をそろえた。ただし一部の列車では時刻がずれており、完全な等間隔ダイヤではない。また、IC1号線の列車「ガンブリヌス」(ハンブルク - ミュンヘン) のみは一等専用のままであり、列車種別がインターシティからTEEに変更された。ケルン - ハンブルク間でIC1号線を走る国際TEEのパルジファルも一等専用のままであった。このほかIC2号線などでも一部区間で二等車の連結が行なわれた。

#### IC79
1979年の夏ダイヤ改正 (5月27日) で、インターシティはすべての列車が二等車を連結するようになり、1時間間隔の運転となった。
国際TEEの一部も、このときから二等車を連結したインターシティとなり、TEEではなくなった。これらの列車は西ドイツ国外では各国の特急、急行に相当する種別として運転されたが、1980年からは「国際インターシティ」という新種別が設定されている。一方で一等専用のまま残ったTEEは、インターシティ網からは独立した列車と位置づけられるようになった。また西ドイツ国内でも一等専用の優等列車がいくつか残り、これもTEEとされた。ただしこうしたTEEの需要は小さく、国内TEEは1983年に全廃され、国際TEEも1987年のラインゴルトを最後に西ドイツからは姿を消した。
IC79におけるインターシティの4つの系統はIC71のときと同じであるが、以下の各区間で異系統の列車の入れ替えが行なわれ、例えば ハンブルク - (1号線) - マンハイム - (3号線) - バーゼル や ハンブルク - (3号線) - ハノーファー - (4号線) - ミュンヘン といったインターシティも運転された。
- ハンブルク - ハノーファーとブレーメン - ハノーファー : 3号線と4号線
- ドルトムント - ケルン (エッセン経由とハーゲン経由) : 1号線と2号線
- マンハイム - ミュンヘンとマンハイム - バーゼル : 1号線と3号線
- ヴュルツブルク - ミュンヘン (直行とニュルンベルク、アウクスブルク経由) : 2号線と4号線

このほかにも国際インターシティとの入れ替わりによる区間運転や、キール、ヴェスターラント、カッセル、ザールブリュッケン、ダルムシュタットなどインターシティの基本ネットワーク上にない都市への直通も行なわれている。
ダイヤはIC71ではあくまで約2時間間隔だったのに対し、IC79では各駅の発着時刻をほぼ分単位までそろえたパターンダイヤが徹底された。また異系統の接続はIC71のものに加え、ハノーファーで2号線のドルトムント方面と3、4号線のゲッティンゲン方面が、またフランクフルトで2号線のヴュルツブルク方面と3号線のマンハイム方面が乗り換え可能になっている。1979年時点でのパターンは以下の通りであった。
| ↓南行 (着時刻/発時刻) | ↓南行 (着時刻/発時刻) | ↓南行 (着時刻/発時刻) | ↓南行 (着時刻/発時刻) | 駅名                 | ↑北行 (着時刻/発時刻) | ↑北行 (着時刻/発時刻) | ↑北行 (着時刻/発時刻) | ↑北行 (着時刻/発時刻) |
| 1号線 | 2号線                 | 3号線                 | 4号線                 | 駅名                 | 1号線                 | 2号線                 | 3号線                 | 4号線                 |
| --- | --------------------- | --------------------- | --------------------- | -------------------- | --------------------- | --------------------- | --------------------- | --------------------- |
| - / 8:35 |                       | - / 9:45              |                       | ハンブルク中央駅     | 17:15 / -             |                       | 16:09 / -             |                       |
| 9:36 / 9:38 |                       | ∥                     | - / 12:09             | ブレーメン中央駅     | 16:19 / 16:21         |                       | ∥                     | 13:45 / -             |
| ∥ | - / 9:53              | 11:08 / 11:10         | 13:05 / 13:15         | ハノーファー中央駅   | ∥                     | 16:00 / -             | 14:43 / 14:45         | 12:38 / 12:48         |
| 11:35 / 11:38 | 11:30 / 11:41         | ∥                     | ∥                     | ドルトムント中央駅   | 14:17 / 14:23         | 14:12 / 14:22         | ∥                     | ∥                     |
| 12:53 / 12:57 | 12:51 / 13:03         | ∥                     | ∥                     | ケルン中央駅         | 12:57 / 13:00         | 12:51 / 13:03         | ∥                     | ∥                     |
| ∥ | 15:27 / 15:33         | 14:31 / 14:37         | ∥                     | フランクフルト中央駅 | ∥                     | 10:22 / 10:28         | 11:17 / 11:23         | ∥                     |
| 15:24 / 15:27 | ∥                     | 15:21 / 15:29         | ∥                     | マンハイム中央駅     | 10:27 / 10:30         | ∥                     | 10:25 / 10:33         | ∥                     |
| ∥ | 16:53 / 16:59         | ∥                     | 16:48 / 16:58         | ヴュルツブルク中央駅 | ∥                     | 8:57 / 9:03           | ∥                     | 8:58 / 9:07           |
| 19:10 / - | 19:27 / -             | ∥                     | 19:42 / -             | ミュンヘン中央駅     | - / 6:42              | - / 6:30              | ∥                     | - / 6:15              |
| |                       | 17:46 / -             |                       | バーゼルSBB駅        |                       |                       | - / 8:08              |                       |
| 各系統ともこれを1時間単位でずらす形で、ほぼ6次台から23時台まで運行されている。一部の時間帯では途中駅で列車の入れ替わりがある。 |                       |                       |                       |                      |                       |                       |                       |                       |

#### IC85

1985年夏改正におけるインターシティ網

1985年夏ダイヤ改正 (6月2日) では、1971年以来のインターシティの系統に初めて変更が加えられた (IC85)。従来の1、2号線を再編して1、2、5号線とし、ライン・ルール地域とライン・マイン地域の間では毎時3本のインターシティが走るようになった。また4号線の北端はハンブルクに変更され、ブレーメン - ハノーファー間は独立した4a線となるとともに、2時間おきにブレーマーハーフェンとオルデンドルフまで直通した。
この新しいネットワークの大きな特徴はフランクフルト空港駅へ5号線のインターシティが乗り入れたことである。空港駅への長距離列車の乗り入れは1982年にルフトハンザ・エアポート・エクスプレスとして始められていたが、これは短距離航空路線を代替する「航空便扱い」の列車であり、鉄道の乗車券では利用できなかった。一般の長距離列車が空港駅に乗り入れたのはこれが初である。
| 系統 | 経路、停車駅 |
| --- | --- |
| 1号線 Linie 1 | ハンブルク (アルトナ - ダムトーア - 中央駅) - ブレーメン - オスナブリュック - ミュンスター - ドルトムント (5) - ボーフム - エッセン - デュースブルク - デュッセルドルフ - ケルン - ボン - コブレンツ - ヴィースバーデン - フランクフルト (3)     |
| 2号線 Linie 2 | ハノーファー - ビーレフェルト - ハム - ドルトムント (5) - エッセン - デュースブルク - デュッセルドルフ - ケルン (5) - ボン - コブレンツ - マインツ - マンハイム (3) - ハイデルベルク - シュトゥットガルト - ウルム - アウクスブルク - ミュンヘン |
| 3号線 Linie 3 | ハンブルク (アルトナ - ダムトーア - 中央駅) - ハノーファー (4A) - ゲッティンゲン - フルダ - フランクフルト (1, 5) - マンハイム (2) - カールスルーエ - バーデン・バーデン - オッフェンブルク - フライブルク - バーゼル (バーディッシャー - SBB駅) |
| 4号線 Linie 4 | ハンブルク (アルトナ - ダムトーア - 中央駅) - ハノーファー (4A) - ゲッティンゲン - ベーブラ - フルダ - ヴュルツブルク (5) - アウクスブルク - ミュンヘン                                                                                          |
| 4a Linie 4a | ブレーマーハーフェン または オルデンドルフ - ブレーメン - ハノーファー (3, 4) |
| 5号線 Linie 5 | ドルトムント (1, 2) - ハーゲン - ヴッパータール - ケルン (2) - ボン - コブレンツ - マインツ - フランクフルト空港 - フランクフルト (3) - ヴュルツブルク (4) - ニュルンベルク - アウクスブルク - ミュンヘン                                        |
| 1. 1号線の南行から2号線、5号線の南行へ、あるいは2、5号線の北行から1号線の北行への乗り換えはドルトムント - フランクフルト間の共通の停車駅で可能である。 | |

1987年には新たな国際列車の種別としてユーロシティが生まれている。西ドイツ国内においてはユーロシティはインターシティと同格に扱われた。

#### 1988年

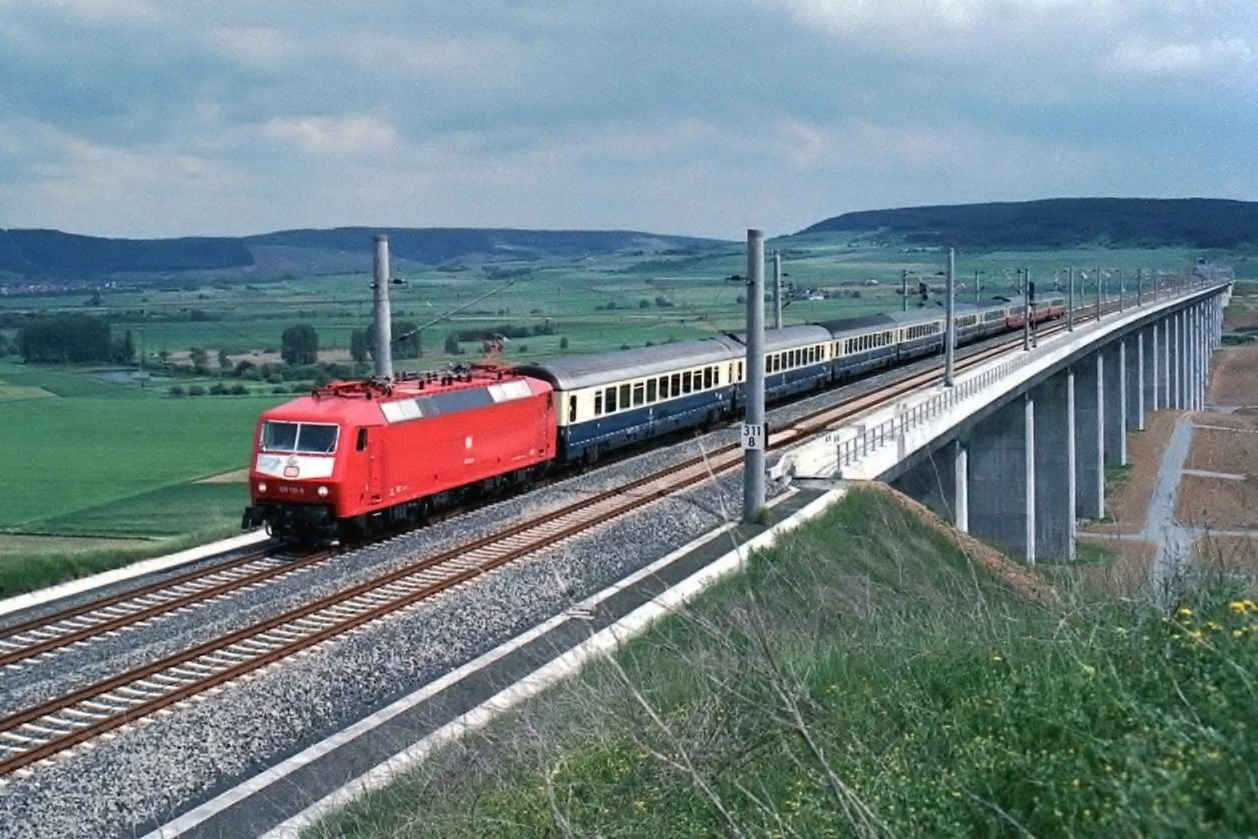
高速線を走行するインターシティ (1988年5月29日)

1988年夏ダイヤ改正 (5月29日) では、ハノーファー・ヴュルツブルク高速線のうちフルダ - ヴュルツブルク間が部分開業し、同区間を含むIC4号線が新線経由となった。新線区間での最高速度は200km/hである。
また同ダイヤ改正では、IC1号線の南端がフランクフルト・アム・マインからマインツ、マンハイム経由シュトゥットガルトに変更された。この結果、ヘッセン州の州都であるヴィースバーデンには朝夕の2往復を除き長距離インターシティが一切止まらなくなった。このことへの代替措置として、マインツ - ヴィースバーデン間にIC1a線および2a線として毎時2往復の短距離インターシティ (愛称「ヴィースバーデン・シティ」) が設定され、マインツで長距離インターシティと接続した。
マインツ - ヴィースバーデン間はわずか10kmであり、Sバーンも頻繁に運行されている。このため特急料金の必要なヴィースバーデン・シティは事実上マインツでの乗り継ぎ専用の列車であった。編成は客車2両という短いもので、折り返し時間の短縮のため両端に機関車を連結していた。1989年に専用の制御客車が製造され、機関車1両のプッシュプル方式となった。

#### 東ドイツへの乗り入れ

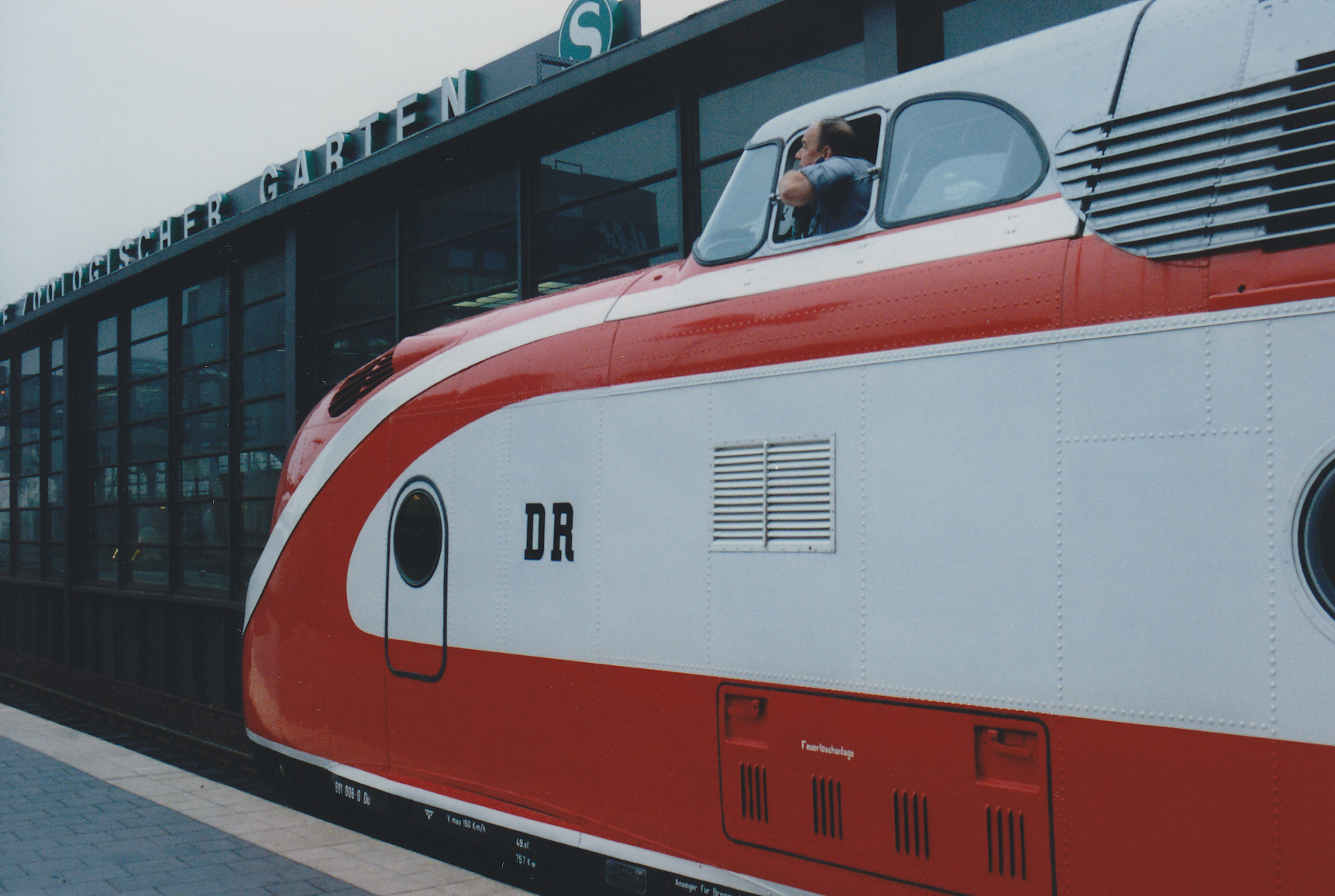
ICマックス・リーバーマン (1990年8月2日)。東ドイツ国鉄 (DR) のロゴがある。

東西ドイツの分断以来、西ドイツと東ドイツおよび西ベルリンの間には、少数の急行列車のみが直通列車として運行されていた。しかし1989年11月9日のベルリンの壁崩壊により、直通列車の需要は急増した。
1990年5月27日、IC154/155「ヨハン・ゼバスティアン・バッハ」(フランクフルト・アム・マイン - ライプツィヒ) が初めて東ドイツに乗り入れたインターシティとなった。
1990年8月1日にベルリン - ハンブルク間で運転を始めたIC130, 139「マックス・リーバーマン」は、初めてベルリンに乗り入れたインターシティであり、東西ドイツの再統合を象徴するものとして受け取られた。ベルリン発着のインターシティは、当初ベルリン - ハノーファー間で西ドイツ国鉄 (DB) と東ドイツ国鉄 (DR) の車両を使い二往復運行する予定であった。しかし東ドイツの車両はインターシティとしての水準を満たさないと判断されたため、元西ドイツ国鉄のインターシティ用気動車である601型気動車を利用することになった。また運行区間は、西ドイツ国鉄の西ベルリン管理局長である Chirstian Siegert の発案により、戦前のフリーゲンダー・ハンブルガーの伝統を引き継ぐべくベルリン - ハンブルク間に変更された。601型はこの時にはすでに西ドイツ国鉄からは除籍されており、イタリアのFERVET社に売却されていたものを東ドイツ国鉄が借りる形で、東ドイツ国鉄所属車として運転された。9月30日からはマックス・リーバーマンは客車列車に変更されている。
これらの列車はインターシティという種別ではあるが、ネットワーク化されていない単発の列車である。旧東ドイツ地域が本格的にインターシティ網に組み込まれるのは1991年以降となる。なお東西ドイツは1990年10月3日に国家としては統合されたが、鉄道組織は1994年のドイツ鉄道発足まで分離されたままであった。

### ICE以降のインターシティ

#### 1991年

1991年夏改正におけるインターシティ・ICE網

1991年夏ダイヤ改正 (6月2日) では、高速列車ICEの運行が始まった。ICEはインターシティと同様のネットワークに組み込まれ、ICE6号線 (ハンブルク - ミュンヘン) として運転された。同ダイヤ改正ではインターシティ網も大きく変更され、3号線と5号線がベルリンへ乗り入れた。旧東ドイツ地域においてはこれらのインターシティは2時間間隔の運転となった。また1号線、2号線、4号線はそれぞれ末端部分で二つに分岐し、各々2時間間隔の運転となった。ヴィースバーデン発着の短距離インターシティは、マインツ行とフランクフルト・アム・マイン行の2種に分離された。
| 種類 | 系統          | 経路、停車駅 |
| ---- | ------------- | --- |
| IC   | 1号線 Linie 1 | (ヴェスターラント - または キール - ) ハンブルク (アルトナ - ダムトーア - 中央駅 - ハールブルク) - ブレーメン - オスナブリュック - ミュンスター - ドルトムント - ボーフム - エッセン - デュースブルク - デュッセルドルフ - ケルン - ボン - コブレンツ - マインツ - フランクフルト - アシャッフェンブルク - ヴュルツブルク - ニュルンベルク ニュルンベルク - レーゲンスブルク - プラットリング - パッサウ ( - ウィーン、ブダペスト ) または ニュルンベルク - インゴルシュタット - ミュンヘン (中央駅) |
| IC   | 1号線 Linie 1 | ニュルンベルク - パッサウ、ニュルンベルク - ミュンヘン間2時間毎 |
| IC   | 1A Linie 1A   | ヴィースバーデン - フランクフルト |
| IC   | 1A Linie 1A   | 2時間毎 |
| IC   | 2号線 Linie 2 | ミュンスター - レックリングハウゼン - ゲルゼンキルヒェン - エッセン / ドルトムント - ボーフム - エッセン エッセン - デュースブルク - デュッセルドルフ - ケルン - ボン - コブレンツ - マインツ - マインハイム - ハイデルベルク - シュトゥットガルト - ウルム - アウクスブルク - ミュンヘン (パーシング - 中央駅) |
| IC   | 2号線 Linie 2 | ミュンスター - エッセン間、ドルトムント - エッセン間は2時間毎 |
| IC   | 2A Linie 2A   | マインツ - ヴィースバーデン |
| IC   | 3号線 Linie 3 | ベルリン (ベルリン東 - フリードリヒ通り - 動物園) - ポツダム - マクデブルク - ヘルムシュテット - ブラウンシュヴァイク - ヒルデスハイム - ゲッティンゲン - カッセル＝ヴィルヘルムスヘーエ - フルダ - フランクフルト - マンハイム - カールスルーエ |
| IC   | 3号線 Linie 3 | 2時間毎 |
| IC   | 4号線 Linie 4 | ハンブルク (アルトナ - ダムトーア - 中央駅) - ハノーファー - ゲッティンゲン - カッセル＝ヴィルヘルムスヘーエ - フルダ - ヴュルツブルク - ※ニュルンベルク - アウクスブルク - ミュンヘン (※パーシング - 中央駅) |
| IC   | 4号線 Linie 4 | ヴュルツブルク - ミュンヘン間はニュルンベルクを経由するものとしないものを交互に運転。ミュンヘン・パーシング駅にはヴュルツブルク経由の列車のみ停車。 |
| IC   | 5号線 Linie 5 | ベルリン (中央駅 - フリードリヒ通り - 動物園) - ポツダム - マクデブルク - ブラウンシュヴァイク - ハノーファー - ビーレフェルト - ハム - ドルトムント - ハーゲン - ヴッパータール - ゾーリンゲン＝オーリクス - ケルン - ボン - コブレンツ - マインツ - マンハイム - カールスルーエ - バーデン・バーデン - オッフェンブルク - フライブルク - バーゼル (バーディッシャー駅 - SBB駅) (- スイス、イタリア各地)                                                                                            |
| IC   | 5号線 Linie 5 | ベルリン - ハノーファー間2時間毎 |
| ICE  | 6号線 Linie 6 | ハンブルク (アルトナ - ダムトーア - 中央駅) - ハノーファー - ゲッティンゲン - カッセル＝ヴィルヘルムスヘーエ - フルダ - フランクフルト - マンハイム - シュトゥットガルト - ウルム - アウクスブルク - ミュンヘン (中央駅) |
| IC   | 6A Linie 6A   | ブレーマーハーフェン または オルデンドルフ - ブレーメン - ハノーファー |
| IC   | 6A Linie 6A   | ブレーマーハーフェン - ブレーメン間とオルデンドルフ - ブレーメン間は2時間毎 |
| 1.   |               | |

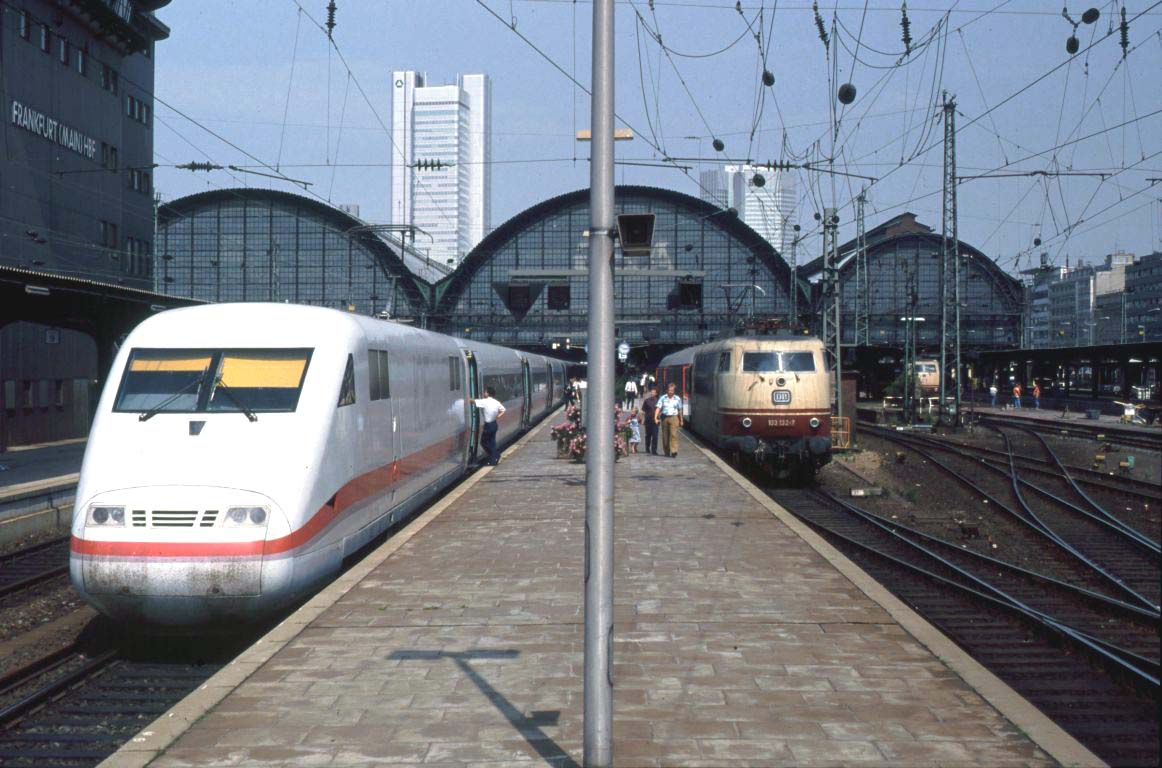
フランクフルト中央駅におけるICEとインターシティの接続 (1992年)

これらのほか、インターシティ・ユーロシティが不等間隔ながら複数運行される経路として、ベルリン - ハンブルク間、ザールブリュッケン - フランクフルト - ライプツィヒ - ドレスデン間などがあった。またケルン - アムステルダム間のユーロシティ (後に4A線と命名) は2時間間隔のパターンダイヤとなった。
その後もインターシティ、ICE網には年ごとに変更が加えられた。
1992年夏 (5月31日) にはハンブルク - ベルリン - ドレスデン間がIC7号線 (2時間間隔) 、ベルリン - ライプツィヒ - ニュルンベルク - ミュンヘン間がIC8号線 (2時間間隔) となり、またIC4号線がICEに転換された。その後もインターシティのICEへの置き換えは続いている。
1993年夏 (5月23日) にはザールブリュッケン - フランクフルト - ライプツィヒ - ドレスデン間が2時間間隔のIC9号線となった。1997年にはICE10号線 (ベルリン - デュッセルドルフ) が新設された。

#### インターレギオとの統合
2002年冬のダイヤ改正 (12月15日) では、ケルン-ライン＝マイン高速線経由のICEが大量に新設された。これにともないICE, インターシティ網には大きな変更が加えられた。それまでインターシティの下位の種別であったインターレギオの大半が、この改正からインターシティに昇格した。この結果、幹線系統のインターシティがほぼICEで置き換えられた一方で、インターシティは亜幹線系統や、幹線でもICEより停車駅の多い系統が主流となった。元インターレギオであった系統の中には、国際列車であってもユーロシティではなくインターシティとされているものもある。

## 系統一覧
2010年冬ダイヤ改正 (12月21日) 時点でのインターシティ、ユーロシティの系統は以下の通り。季節列車や一部の曜日のみ運転される列車も含む。
| 系統                                                             | 経路、主要停車駅 | 運行間隔 |
| ---------------------------------------------------------------- | --- | -------- |
| IC 26                                                            | ( オストゼーバート・ビンツ –) シュトラールズント – ロストック - / (ヴェスターラント – / ハンブルク＝アルトナ - ) ハンブルク – ハノーファー – ゲッティンゲン – カッセル＝ヴィルヘルムスヘーエ – ギーセン – フランクフルト (マイン) – ダルムシュタット – ハイデルベルク – カールスルーエ (– コンスタンツ) | 2時間毎  |
| IC 26                                                            | (シュトラールズント -) ハンブルク – ハノーファー – ゲッティンゲン – カッセル＝ヴィルヘルムスヘーエ – フルダ – ヴュルツブルク (– ニュルンベルク – パッサウ) / – アウクスブルク (– オーベルストドルフ / – ミュンヘン – ベルヒテスガーデン) | 不等間隔 |
| IC/EC 27                                                         | (ヴェスターラント – ハンブルク – または オストゼーバート・ビンツ - シュトラールズント - または シュチェチン –) ベルリン – ドレスデン – プラハ – ブルノ ( – ウィーン - フィラッハ / ブラチスラヴァ – ブダペスト) | 2時間毎  |
| IC 28                                                            | ヴァルネミュンデ – ロストック - ベルリン – ライプツィヒ – ニュルンベルク – アウクスブルク – ミュンヘン | 不等間隔 |
| IC/EC 30                                                         | (オストゼーバート・ビンツ/グライフスヴァルト - シュトラールズント – ロストック - または ヴェスターラント - または ハンブルク＝アルトナ –) ハンブルク – ブレーメン – ミュンスター – ドルトムント – エッセン – デュースブルク – デュッセルドルフ – ケルン – ボン – コブレンツ – マインツ – マンハイム – ハイデルベルク – シュトゥットガルト (マンハイム – カールスルーエ – フライブルク – バーゼル – チューリッヒ - クール)                | 2時間毎  |
| IC 31                                                            | (フェーマルン＝ブルク または キール – または ハンブルク＝アルトナ - ) ハンブルク – ブレーメン – ミュンスター – ドルトムント – ハーゲン – ヴッパータール – ゾーリンゲン – ケルン – ボン – コブレンツ – マインツ – フランクフルト (マイン) ( – ハーナウ – ヴュルツブルク – ニュルンベルク – パッサウ – リンツ ) | 2時間毎  |
| IC/EC 32                                                         | ( ベルリン – ハノーファー – ビーレフェルト – ハム –) ドルトムント – / (ミュンスター - レックリングハウゼン - ゲルゼンキルヒェン) エッセン – デュースブルク – デュッセルドルフ – ケルン – ボン – コブレンツ – マインツ – マンハイム – ハイデルベルク – シュトゥットガルト (- ウルム – アウクスブルク – ミュンヘン – ザルツブルク – クラーゲンフルト または - ウルム – リンダウ – インスブルック または - ロイトリンゲン – テュービンゲン) | 2時間毎  |
| IC/EC 35                                                         | ノルトダイヒ・モーレ – エムデン - ライネ – ミュンスター – レックリングハウゼン - ゲルゼンキルヒェン - オーバーハウゼン - デュースブルク – デュッセルドルフ – ケルン – ボン – コブレンツ – トリーア – ルクセンブルク市 ( コブレンツ – マインツ – マンハイム – シュトゥットガルト / マンハイム - カールスルーエ – コンスタンツ) | 2時間毎  |
| IC 50                                                            | (ドレスデン –) ライプツィヒ – エアフルト – アイゼナハ – フルダ – フランクフルト南駅 – フランクフルト空港 | 2時間毎  |
| IC 50                                                            | オストゼーバート・ビンツ – シュトラースズント – ベルリン – ハレ – エアフルト – アイゼナハ – フルダ – フランクフルト南駅 – フランクフルト空港 | 不等間隔 |
| IC 50                                                            | ドレスデン – ライプツィヒ – エアフルト – アイゼナハ – カッセル＝ヴィルヘルムスヘーエ – パーダーボルン – ハム – ドルトムント – エッセン – デュースブルク – デュッセルドルフ | 不等間隔 |
| IC 55                                                            | ライプツィヒ – ハレ – マクデブルク – ブラウンシュヴァイク – ハノーファー – ビーレフェルト – ハム – ドルトムント – (エッセン – デュースブルク – デュッセルドルフ) または (ハーゲン – ヴッパータール – ゾーリンゲン) – ケルン ( - ボン – コブレンツ – マインツ – マンハイム – ハイデルベルク – シュトゥットガルト – ウルム – オーベルストドルフ)                                                                                           | 2時間毎  |
| IC 56                                                            | (ノルトダイヒ・モーレ – エムデン - ) オルデンブルク – ブレーメン – ハノーファー – ブラウンシュヴァイク – マクデブルク – ハレ – ライプツィヒ – ドレスデン ( マクデブルク – ポツダム – ベルリン – コトブス) | 2時間毎  |
| IC 56                                                            | ヴァルネミュンデ - ロストック - マクデブルク– ハレ – ライプツィヒ – ドレスデン | 不等間隔 |
| IC/EC 60                                                         | ( ストラスブール - ) カールスルーエ – シュトゥットガルト – ウルム – アウクスブルク – ミュンヘン ( - ザルツブルク ) | 2時間毎  |
| IC 61                                                            | (バーゼル –) カールスルーエ – プフォルツハイム – シュトゥットガルト – アーレン – アンスバッハ – ニュルンベルク (– パッサウ) | 2時間毎  |
| IC/EC 62                                                         | (ジーゲン - ギーセン -) フランクフルト (マイン) – ダルムシュタット – ハイデルベルク - / (ザールブリュッケン - カイザースラウテルン – マンハイム - ) シュトゥットガルト – ウルム – アウクスブルク – ミュンヘン – ザルツブルク (– オーストリア各地、 リュブリャナ、 ザグレブ - ベオグラード ) | 2時間毎  |
| EC 75                                                            | ハンブルク – リューベック – プットガルテン – 渡り鳥コース – コペンハーゲン | 不等間隔 |
| IC/EC 77                                                         | ベルリン – ヴォルフスブルク – ハノーファー – オスナブリュック ( - ミュンスター ) – ライネ – アムステルダム南駅 - スキポール | 2時間毎  |
| IC 87                                                            | (フランクフルト (マイン) – ダルムシュタット - ハイデルベルク - ) シュトゥットガルト – ジンゲン – チューリッヒ | 2時間毎  |
| EC 88                                                            | ミュンヘン – メムリンゲン – リンダウ – ブレガンツ – チューリッヒ | 不等間隔 |
| EC 89                                                            | ミュンヘン – インスブルック – ボルツァーノ ( – イタリア各地) | 2時間毎  |
| EC 95                                                            | ベルリン – フランクフルト (オーダー) – ポズナン - ワルシャワ | 不等間隔 |
| EC 99                                                            | ハンブルク＝アルトナ – ザルツヴェーデル – ベルリン – コトブス – ヴロツワフ – クラクフ | 不等間隔 |
| かっこ内は一部列車のみ直通し、パターンダイヤからは外れる。 1. 2. | |          |

このうち28, 31, 50, 76の各系統はインターシティ・ユーロシティとICEの共通の系統であり、インターシティ・ユーロシティのみでは不等間隔でもICEと合わせるとパターンダイヤとなっている区間もある。またインターシティの各系統ごとの運行頻度は2時間間隔が基本であるが、以下の各区間では二系統のインターシティ・ユーロシティを合わせると1時間間隔となる。
- ハンブルク＝アルトナ - ドルトムント間、ケルン - マインツ間 : IC/EC30とIC31 (ドルトムント - ケルン間は経路が異なる)
- ドルトムント - ハーゲン - ケルン間 : IC31とIC55

これらは1971年当時のインターシティ網のうち、現在でもインターシティが主となって運行されている区間でもある。ただしケルンとライン＝マイン地域の間には、ボン、コブレンツに停車しないもののケルン-ライン＝マイン高速線経由のICEがより高頻度で運行されており、またケルン、ヴッパータール、ハーゲンとハノーファーの間ではドルトムントを経由しないICE10系統が1時間間隔で運行されている。またケルン - マインツ間では30, 31系統より停車駅の多いインターシティもある。

## 車両

### 気動車・電車

#### 601型、602型気動車

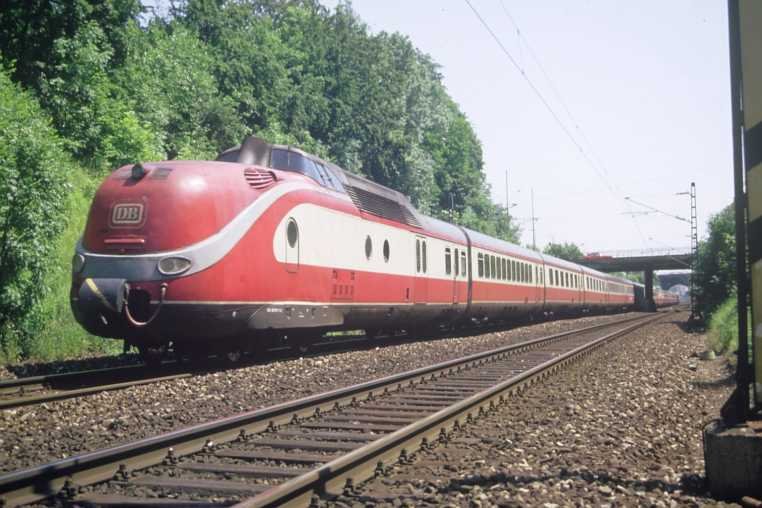
601型気動車 (1986年)。写真はインターシティ運用から退いた後のもので、前頭部のエンブレムが異なる。

601型 (旧称VT11.5型) 気動車は西ドイツ国鉄が1957年から1963年にかけて製造した液体式ディーゼル車である。両端の2両が動力車で客席はなく、中間の付随車5両から8両が客車である。
本来はTEE専用であるが、1968年夏ダイヤ改正から西ドイツ国内の特急列車にも転用され、同年冬のダイヤ改正からはその一部が「インターシティ」名を冠した。1971年以降はフランクフルト・アム・マインを拠点に主として西ドイツ南部のインターシティに用いられた。1975年には配属がハンブルク＝アルトナに移り、西ドイツ北部での運用に移った。
601型の本来の最高速度は140km/hであるが、インターシティ運用では中間車を5両のみに制限することで160km/h運転を実現した。ただしこれでは定員が少ないことから、1973年以降長編成での高速運転を目的に一部の車両がエンジンをガスタービンエンジンに交換した602型に改造され、1974年以降インターシティに用いられた。602型は200km/h運転を目標に開発されたものの、営業での最高速度は160km/hどまりであった。また1975年以降は、動力車の片方を601型 (ディーゼル) 、もう片方を602型 (ガスタービン) とした混結編成も用いられている。
601型、602型は1978年にはインターシティでの運用数が一日2往復にまで減り、1979年のIC79導入とともに完全にインターシティからは退いた。1990年に、すでに西ドイツ国鉄から除籍されていた車両が東ドイツ国鉄に貸し出され、ベルリン - ハンブルク間のインターシティ「マックス・リーバーマン」に用いられた。

#### 403型電車

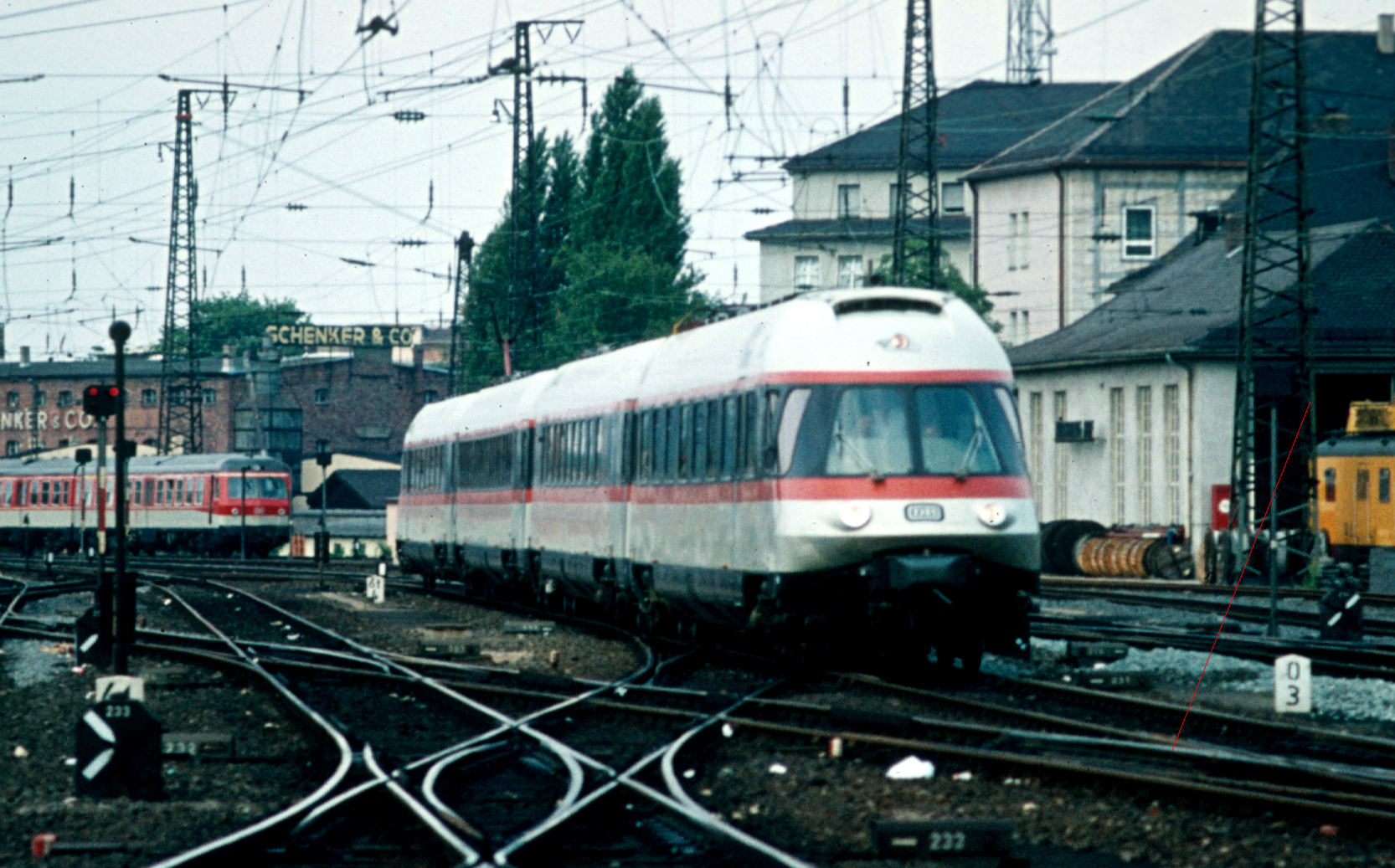
403型電車 (1975年)

403型電車はインターシティ専用に製造された4両編成の電車である。全車が電動車であり、最高200km/hでの運転が可能であった。1974年以降IC4号線 (ブレーメン - ミュンヘン) のインターシティに用いられたが、1979年のIC79導入とともにインターシティ運用からは退いた。
この時代のドイツの優等列車は動力集中方式が主体であり、その中で403型のような動力分散方式車両は運用に柔軟性が欠ける上に保守コストが高く、これが早期引退の一因となった。

#### 612型気動車

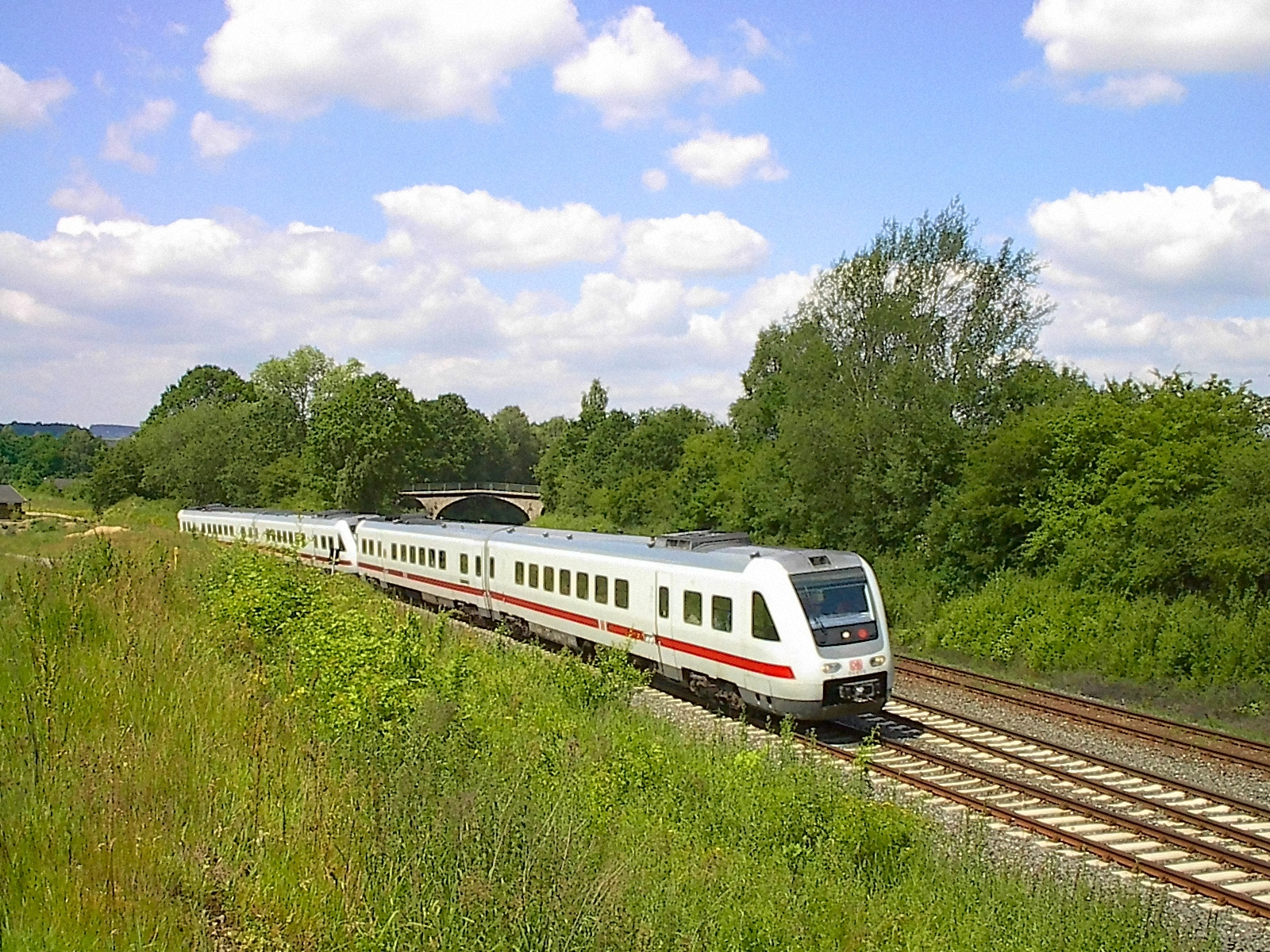
インターシティとして運行される612型気動車 (2004年)

612型気動車、通称「レギオスウィンガー」は本来レギオナルエクスプレスなどインターシティより格下の近距離交通用の車両である。しかし2003年12月ダイヤ改正から短い間、ドレスデン - ニュルンベルク間のインターシティが612型による運行となった。同区間はもともと振り子式気動車のICE TDを利用したICEとして運行されていが、ICE TDの相次ぐトラブルのため、インターシティに格下げの上612型に置き換えられた。格下の車両を使うことへの抗議もあり、一年後には客車列車に代わった。

### 客車
インターシティ用の客車は1962年に製造されたラインゴルト用の客車を元にしている。UIC-X規格に準拠しており、全長 (緩衝器間) は一部を除き26.4mである。初期の一部の車両を除き200km/h運転に対応している。1988年から1991年にかけて高速新線走行のための非常ブレーキやトイレの改修などが行なわれた。また1997年からも"Redesign"と称する改修が行なわれた。

#### 一等客車

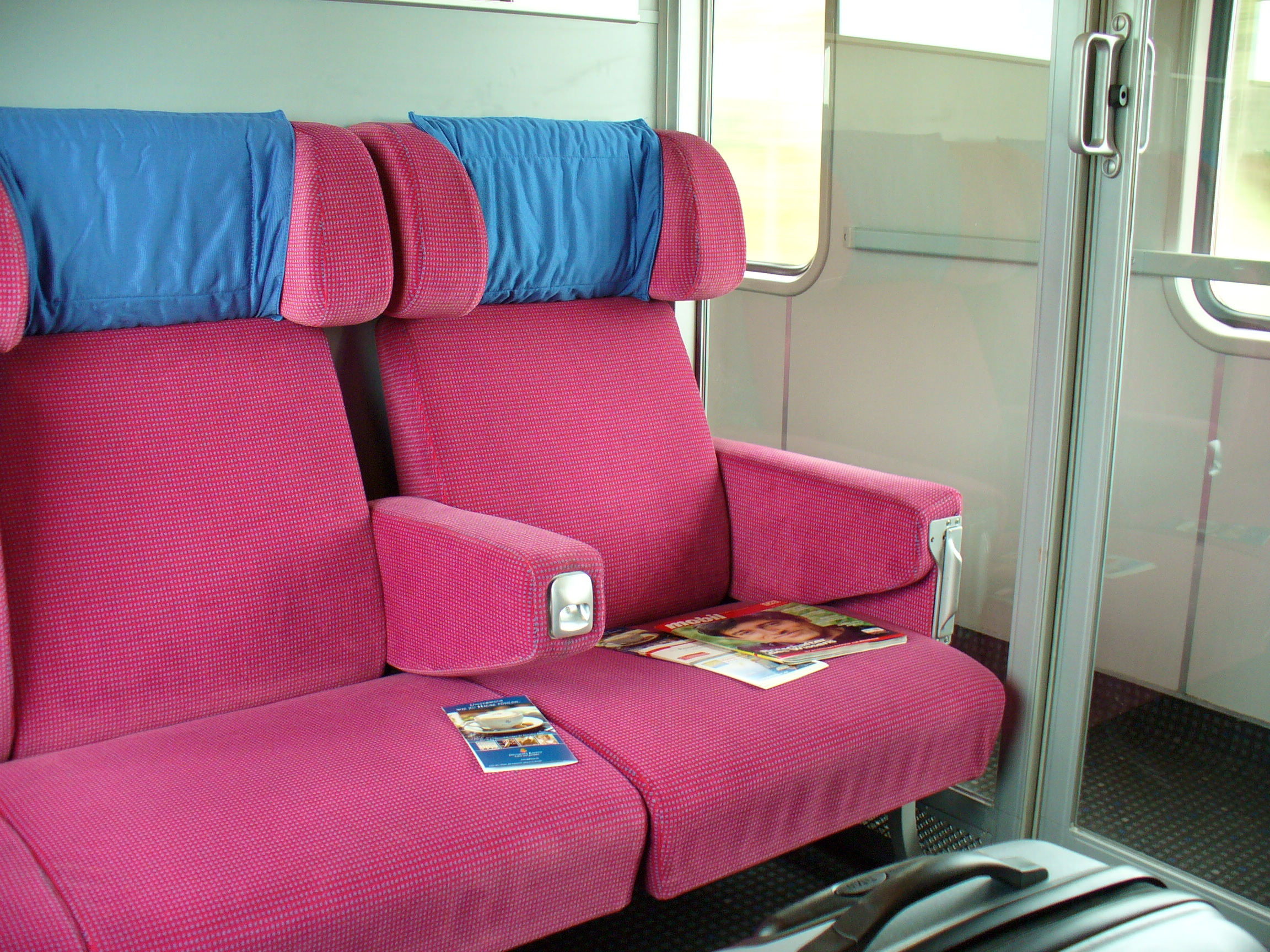
一等車のコンパートメント

1971年のインターシティ導入時には、Avmz109型コンパートメント車 (1971年当時の形式名はAvmz111型) とApmz125型開放座席車 (当時はApmz121型) が使用された。これらは1962年にラインゴルト用に製造が始まった形式であり、1965年以降はTEEに用いられていた車両である。その後1975年には定員を増やしたApmz127型 (当時は122型) 開放座席車が投入され、1977年からはEurofima規格 (ヨーロッパ標準客車) のAvmz108型 (当時は207型) も用いられている。1985年のIC85導入時には二等車7両が改造されApmz119型 (当時は123型) 開放座席車となった。

#### 二等客車

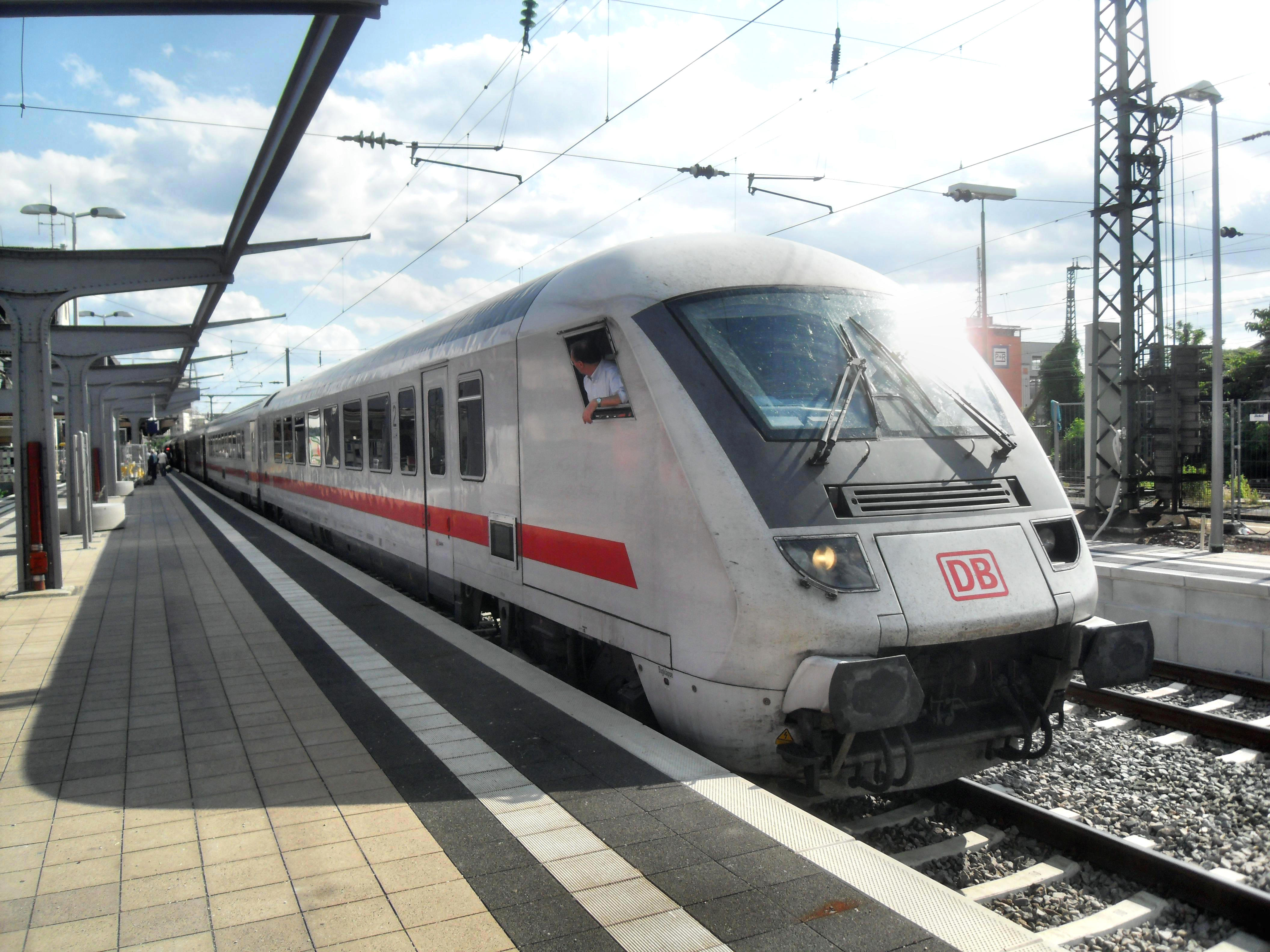
Bpmbdzf296型制御客車

1976年にインターシティへの二等車連結が始まった際には、Bm234型などの1960年代製の急行用二等車が用いられていた。しかし1979年のIC79導入までには、インターシティとしてのサービス水準を満たすべく空調設備を備え200km/h運転に対応したBm235型コンパートメント車やBpmz294型 (当時は291型) 、Bpmz295型 (当時は292型) 開放座席車が大量に製造された。これら1970年代の車両は2002年までにインターシティ運用からは外れている。
1988年からは、両車端部がコンパートメント、中央部が開放座席となったBvzm186型 (当時は186型) が製造されている。同様の車内配置はICEにも引き継がれた。1991年からはドイツ国営鉄道 (旧東ドイツ国鉄) 所属車としてBomz236型コンパートメント車が製造された。これはドイツ連邦鉄道 (旧西ドイツ国鉄) であれば格下のインターレギオ用程度の車両であり、ドイツ鉄道として統一されたのちは廃車が進んでいる。
1995年にはインターレギオのプッシュプル運転のため、Bimdzf271型 (当時は269型) 制御客車が製造された。1997年にはインターシティ用にもBpmbdzf296型 (当時は297型) 制御客車が製造されている。271型、296型とも旧東ドイツ国鉄のインターレギオ客車からの改造車である。296型は開放座席車であるが、271型は2室のみコンパートメントを備える。インターレギオのインターシティへの統合後は271型もインターシティに用いられている。

#### 食堂車

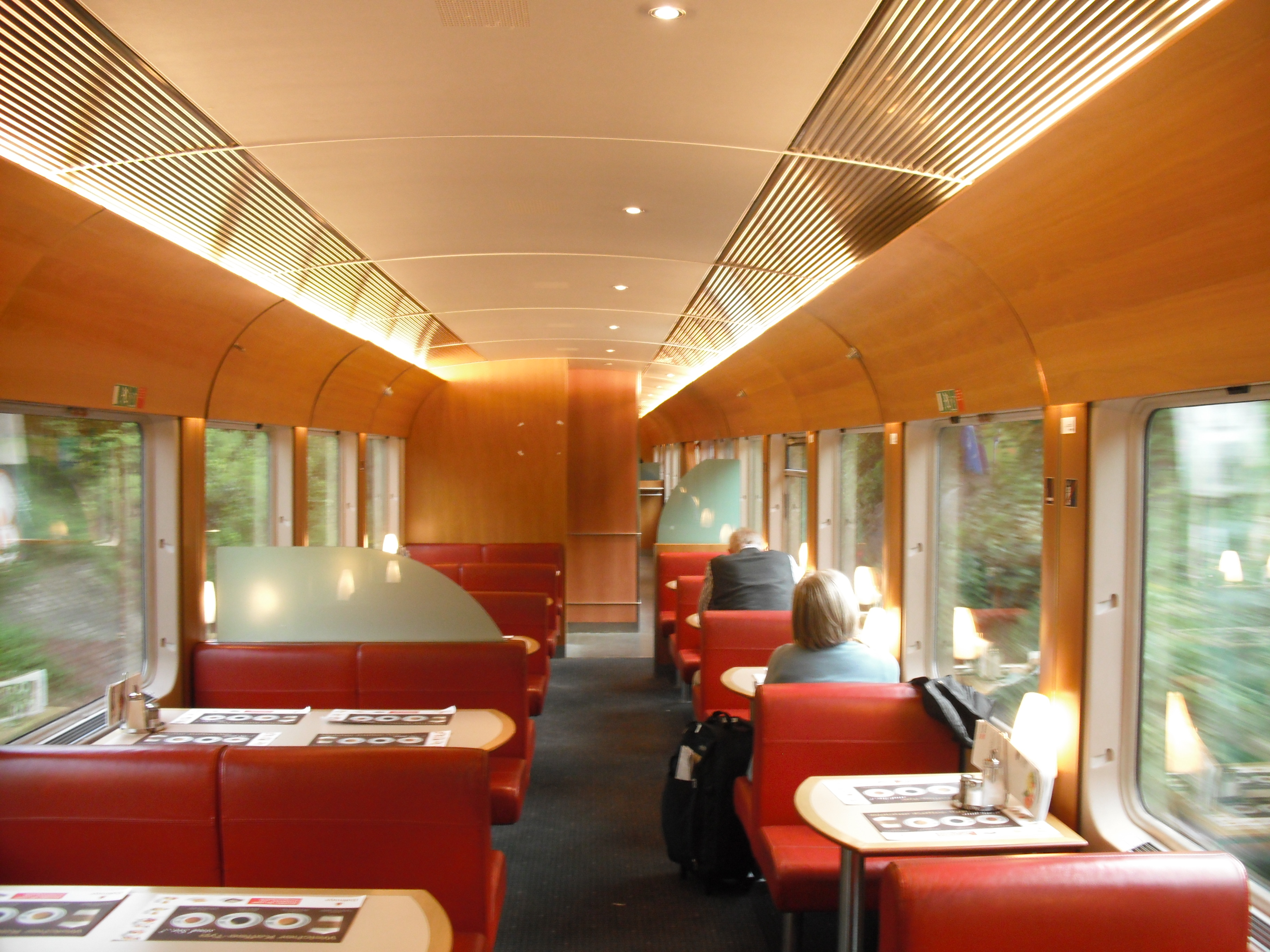
食堂車の車内

1971年のインターシティ創設時には、WRmh132型とWRmz135型の食堂車が存在した。135型は電源供給用にパンタグラフを備えている。このほか半室を一等開放座席車とし、残る半室を軽食用の食堂としたArmh271型 (パンタグラフなし) やArmz211型 (パンタグラフあり) の合造車も作られ、TEEやインターシティの編成の分割や需要の少ないインターシティで利用された。
1975年から、西ドイツ国鉄は"Quick-Pick"と呼ばれるセルフサービス式の食堂車を導入し、このための車両としてWRbumz139型が製造された。しかし1988年からは、WRbumz139型は全車が半室を食堂車、半室を軽食用の立食スペース (ビストロ) としたWRmz137型に改造された。1990年代にはWRmz135型の一部も同様に半室食堂車、半室ビストロのWRmz134型に改造された。

#### 一覧
| 種類 | 形式名 (2008年現在) | 定員                      | 製造 (改造) 開始 | 備考                       |
| --- | ------------------- | ------------------------- | ---------------- | -------------------------- |
| 一等コンパートメント車                                                                                    | Avmz109             | 54 (9室)                  | 1962年           |                            |
| 一等コンパートメント車                                                                                    | Avmz108             | 54 (9室)                  | 1977年           | Eurofima                   |
| 一等開放座席車                                                                                            | Apmz125             | 48                        | 1962年           |                            |
| 一等開放座席車                                                                                            | Apmz127             | 51                        | 1975年           |                            |
| 一等開放座席車                                                                                            | Apmz119             | 51                        | 1985年           | 改造車                     |
| 二等コンパートメント車                                                                                    | Bm235               | 72 (12室)                 | 1976年           |                            |
| 二等コンパートメント車                                                                                    | Bomz236             | 66 (11室)                 | 1991年           | DR所属                     |
| 二等開放座席車                                                                                            | Bpmz294 Bpmz295     | 80                        | 1978年           |                            |
| 二等開放座席車                                                                                            | Bpmbdzf296          | 53/33                     | 1997年           | 制御車                     |
| 二等コンパートメント、開放座席車                                                                          | Bvmz185             | (開) 34 (コ) 30 (9室)     | 1988年           |                            |
| 二等コンパートメント、開放座席車                                                                          | Bimdzf271           | (開) 30+4 (コ) 10+4 (2室) | 1995年           | 制御車、元インターレギオ用 |
| 食堂車 | WRmh132             | 42                        | 1964年           |                            |
| 食堂車 | WRmz135             | 42                        | 1969年           |                            |
| 食堂車 | WRbumz139           | 42                        | 1975年           | Quick-Pick                 |
| 食堂車 | WRmz137             | (食) 24 (ビ) 20           | 1988年           | BordRestaurant             |
| 食堂車 | WRmz134             | (食) 24 (ビ) 20           | 1998年           | BordRestaurant             |
| 半食堂車                                                                                                  | ARmh217             | (開) 18 (食) 30           | 1971年           | 一等開放座席車との合造     |
| 定員欄の記号は以下の通り。 (開) 開放座席、(コ) コンパートメント、(食) 食堂、(ビ) ビストロ (立席) 1. 2. 3. |                     |                           |                  |                            |

#### 客車の塗装

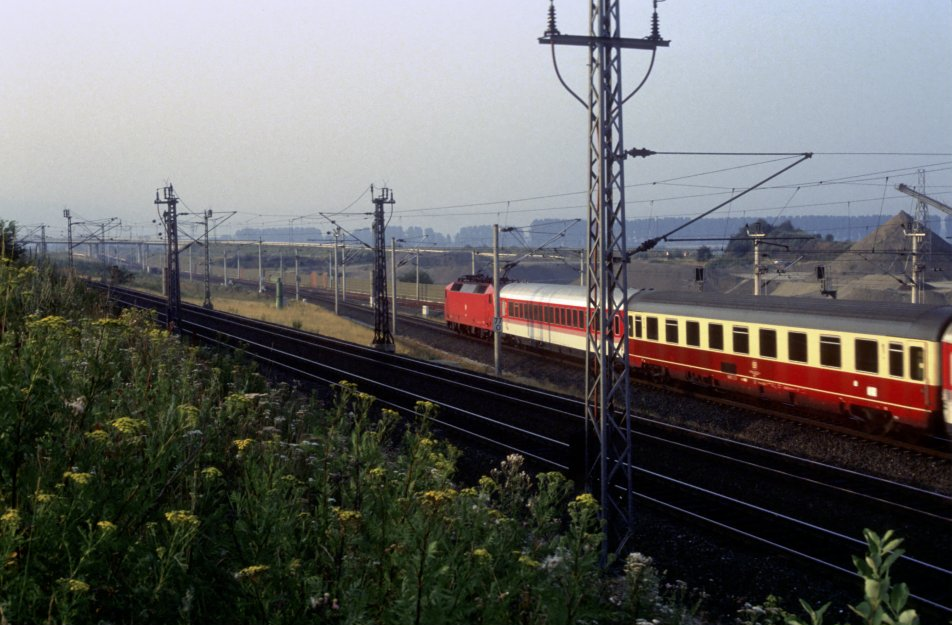
新旧塗装の混在した編成 (1988年ごろ)

1971年当時は、インターシティ用客車は一等車、食堂車ともTEEの標準色であるクリーム色と赤の塗り分けであった。二等車連結開始後は、二等車は赤色部分を「トルコブルー」と呼ばれる青系統の色に替えた塗装がされた。このクリーム色とトルコブルーの塗り分けは、インターシティ用以外の客車や機関車にまで徹底されたが、評判はあまり良くなかった。
1988年から西ドイツ国鉄は列車種別ごとに新たな塗装を導入し、インターシティ用客車は等級によらず下部を白、上部を赤としそのあいだに細いピンク色の帯を入れることになった。2000年には再度塗装が改められ、ICEと同様の白地に細い赤帯となった。

### 機関車

#### 電気機関車

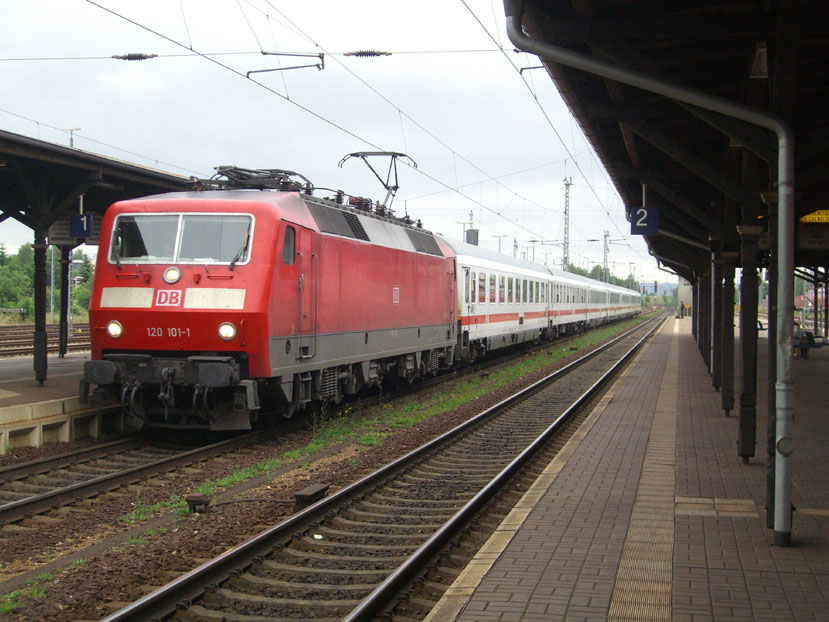
120型機関車牽引のインターシティ

1971年のインターシティ運転開始時点では、客車インターシティの牽引は112型または103型 (特にその量産型である103.1型) の電気機関車によって行なわれていた。112型は1962年のラインゴルトの160km/h運転開始時に投入された形式で、当時の特急牽引機の主力であった。103.1型は1970年に量産が始まっており、200km/h運転に対応していた。ただし、インターシティでの200km/h運転が本格化したのは1978年以降である。また初期には112型の前世代に当たる110型も用いられた。103型の増備とともに110型や112型は置き換えが進んだが、IC2号線 (1985年からは1号線) フランクフルト・アム・マイン - ヴィースバーデン間の短区間では110型または112型が用いられ続けた。
1979年のIC79導入時には、倍増したインターシティの牽引は103型のみでは賄えないため、主にIC4号線 (ブレーメン - ミュンヘン) において111型機関車も用いられた。111型は112型の後継であるが、最高速度は160km/hに限られている。
1987年には120型機関車の量産型である120.1型の製造が始まった。120型は高速旅客列車と貨物列車の双方に対応する汎用機として、103型などを置き換えることが期待されていた。1988年以降はハノーファー・ヴュルツブルク高速線における連続高速運転にも用いられた。しかし量産型の製造は60両で打ち切られ、前世代の機関車に取って代わるには至らなかった。
1996年からは新型の高速旅客列車専用機として101型の製造が始まった。これにより111型や103型は1997年にはほぼインターシティ運用から外れることになり、120型も短距離の運用が主となった。
このほか、フランス、ルクセンブルクとの間の国際列車用に製造された181型複電源機関車は、ユーロシティや国際インターシティのほかフランクフルト - ザールブリュッケン間などの国内インターシティにも用いられている。

#### ディーゼル機関車

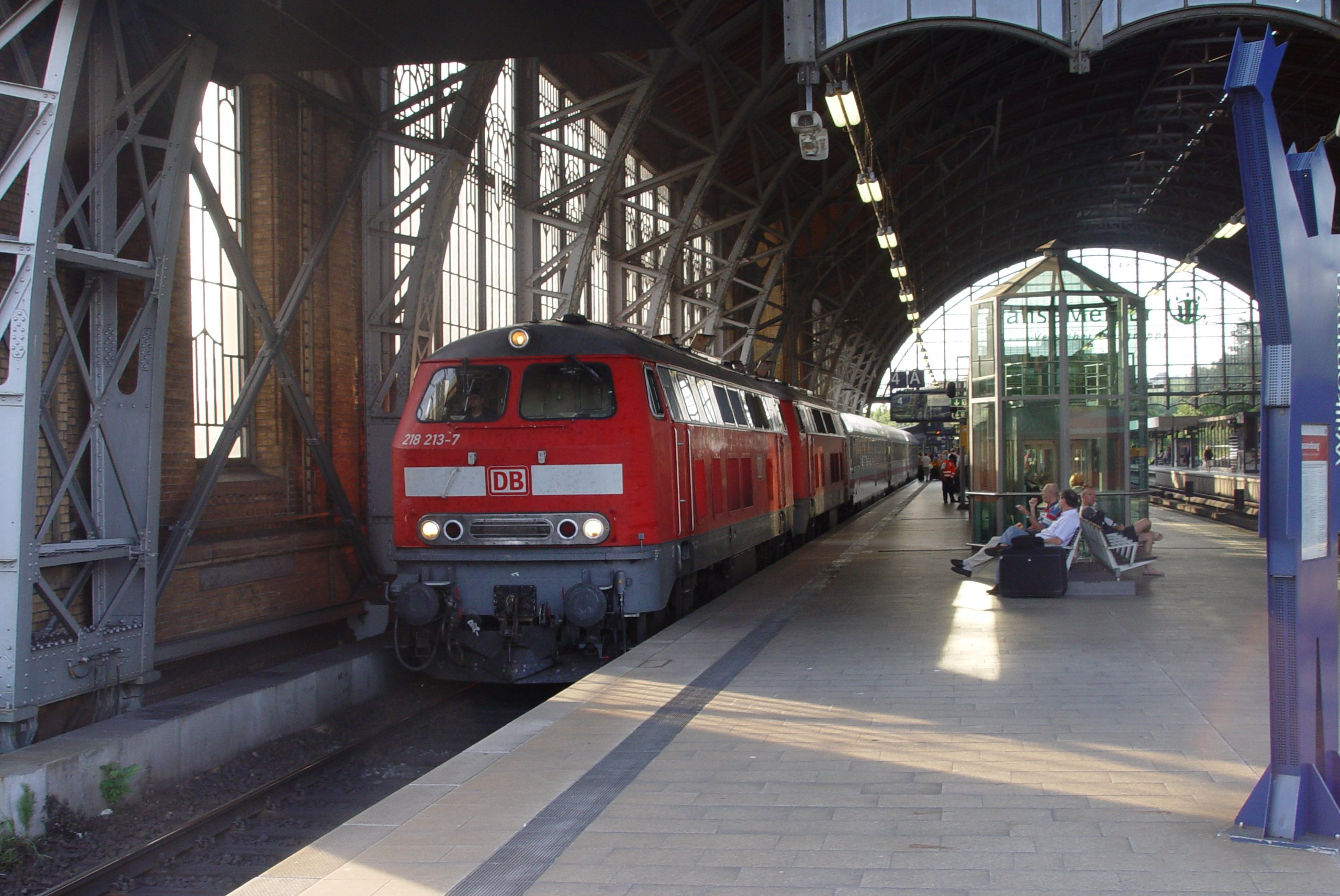
重連でインターシティを牽引する218型機関車

1971年時点において、インターシティの基本系統は全線電化されていた。しかし非電化の支線へ直通する場合にはディーゼル機関車牽引となった。これには主として218型機関車が用いられた。1992年に新設されたIC8号線 (ライプツィヒ - ミュンヘン) はライプツィヒ - プロプストツェラ間がディーゼル機関車牽引であった。

#### 旧東ドイツ国鉄車
ドイツ再統一後しばらくの間、ドイツ国営鉄道 (旧東ドイツ国鉄、DR) 所属の機関車もインターシティに用いられた。212型 (ドイツ鉄道では112型) 機関車は1990年に製造が始まり、旧東ドイツ国鉄と旧西ドイツ国鉄の双方に所属して用いられた。旧東側の他、西側でも短距離のインターシティを牽引したことがある。また229型ディーゼル機関車 (東ドイツの119型からの改造) や232型、234型ディーゼル機関車 (東の132型からの改造) なども一時期インターシティを牽引した。

### 2010年代以降の新車両

#### 146.2型機関車とTWINDEXX 2010客車
2011年1月4日、ドイツ鉄道はボンバルディア・トランスポーテーションに146.2型機関車27両と仮称"TWINDEXX 2010"と呼ばれる客車137両を発注したことを発表した。146.2型はボンバルディアのTRAXXシリーズの一つ (ボンバルディアでの呼称はTRAXX P160AC) である。TWINDEXX 2010は全2階建ての客車であり、外観は地域輸送用に用いられている2階建て客車と似たものになるとみられている。機関車1両と客車5両でプッシュプル方式の編成を組成する。編成定員は469名 (一等70、二等399) である。最高速度は160km/hであり、現行インターシティの200km/hと比べると遅い。しかし投入の予定されているケルン - フランクフルト・アム・マイン間などのライン川沿いの経路などでは、160km/h超で走れることはほとんどないため特に問題はないとされている。
最初の編成は2013年12月から以下の系統に用いられる予定である。
- ルール地方 - カールスルーエ - コンスタンツ
- エムデン - ルクセンブルク市

#### ICx
2011年5月9日には、ドイツ鉄道はシーメンスと"ICx"と呼ばれる電車の購入に関する契約を結んだ。ICxは動力分散方式の電車で、5両編成から14両編成までの構成が可能であるが、ドイツ鉄道が購入を契約したのはそのうち"K1"と呼ばれる7両編成 (動力車3両) のもの130編成と"K3"と呼ばれる10両編成 (動力車5両) のもの90編成である。この車両はその後ICE 4と命名され、インターシティではなくなった。

## 運賃・料金
1971年のインターシティ創設時には、インターシティの利用には一等運賃に加え8マルク (のち10マルク) の特急料金が必要であった。特急料金は距離に関係なく一定であり、複数のインターシティやTEEを乗り継いでも変わらなかった。1976年の二等車連結開始時には、二等の特急料金も10マルクとされたが、1977年夏ダイヤ改正時に5マルクに値下げされた。
2002年12月にドイツ鉄道は運賃制度の全面的な改訂を行なった。2010年現在の制度では、運賃は列車種別に応じて三段階に分かれており、インターシティとユーロシティにはそのうち二番目のものが適用される。インターシティ運賃はさらに一等と二等に分かれ、一等は二等の約1.6倍である。このほか各種の割引制度がある。ユーレイルパスやジャーマンレールパスなどの鉄道パス保有者は追加料金なしでインターシティを利用できる。

## 列車名
1971年の運転開始当時から、インターシティの列車には沿線にちなんだ列車名がつけられていた。1979年の1時間間隔化や1985年、1991年などのネットワークの拡大後もこれは変わらず、同じ系統でも一往復ごとに異なる名を付けたため、1990年代には200種類以上もの列車名が存在した。しかし、2002年12月のダイヤ改正から、一部を除きインターシティは列車名を名乗らなくなった。

## 各種の「インターシティ」
インターシティは本来昼行の優等旅客列車の種別であったが、後にその他の列車やサービスに対しても「インターシティ」という名が用いられるようになった。

### インターシティナイト

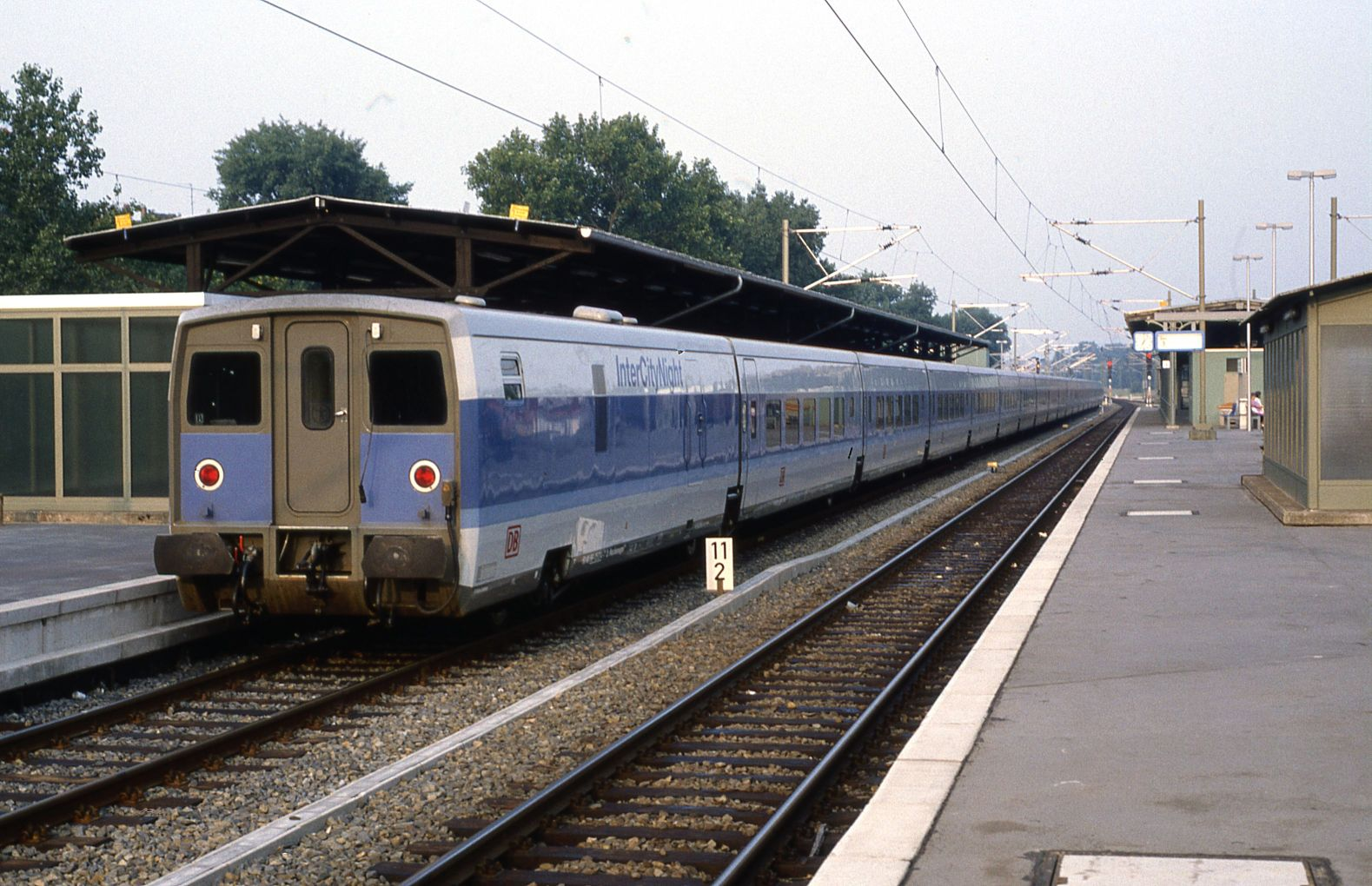
インターシティナイト (1994年)

1994年夏ダイヤ改正 (5月29日) から、ドイツ鉄道は「インターシティナイト (InterCityNight, ICN)」と名付けられた夜行列車の運転を始めた。運行区間はベルリン - ボン間とベルリン - ミュンヘン間で、それぞれ昼のインターシティの5号線と8号線に沿う経路である。車両はタルゴの寝台車を用いている。従来の寝台列車よりも快適であることを宣伝するため、「インターシティ」の名を冠した。ただし車両の塗装は昼のインターシティとは異なり、インターレギオと良く似た青と灰色であった。
2007年12月ダイヤ改正でドイツの夜行列車は再編され、インターシティナイトはシティナイトラインに統合された。2009年12月ダイヤ改正でタルゴ寝台車はシティナイトラインの通常の客車に置き換えられている。

### 郵便・小包インターシティ
1979年のIC79導入時から、ドイツ連邦郵便 (西ドイツの国営郵便) と西ドイツ国鉄はインターシティによる郵便輸送を始めた。一部のインターシティに200km/h運転対応の郵便車を連結して郵便物や小包を運んだ。1980年夏ダイヤ改正 (6月1日) からはこれに加え、夜間に郵便専用の郵便インターシティ (Post-Intercity, PIC) が運転されるようになった。
1997年のドイツにおける鉄道郵便の廃止とともに郵便インターシティーも廃止された。しかし2000年には、同じ"PIC"という略語の小包インターシティ (Parcel-Intercity) が新設された。これは主に夜間に最高速度160km/hでドイツ各地の小包集配拠点を結んでいる。
1984年に運転を始めた高速貨物列車は、当初インターシティ貨物 (IntercityGüter, ICG) と名付けられる案もあったが、頭文字は"IC"であるもののインターシティとは直接の関係のない「インターカーゴ」という名になった。
なおこうした専用列車の他に、ドイツ鉄道は通常のインターシティやICEの列車による小荷物の運送サービスを行なっている。これは1982年に"IC-Kurierdienst" (IC急使サービス) として始まり、インターシティのコンパートメント車の一部を荷物室として利用した。インターシティの停車駅相互間のほか、集荷や配達のサービスも行なっている。2003年には"ic:kurier"という名称に変更された。

### レストラン・ホテル

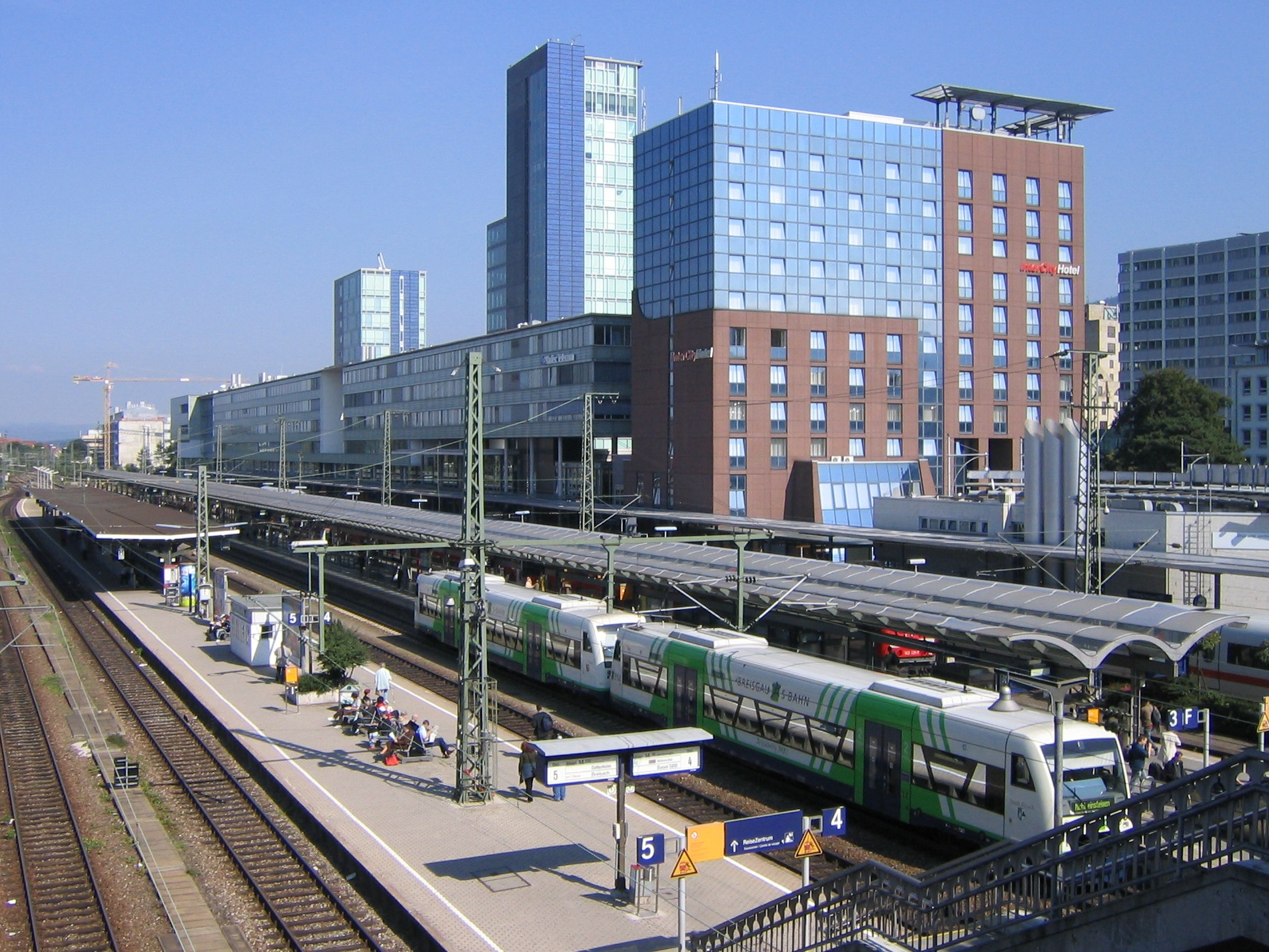
フライブルク中央駅とインターシティ・ホテル (写真奥)

1972年にドイツ寝台車食堂車会社 (DSG, 旧ミトローパの西ドイツ側後継) はフランクフルト中央駅の構内で「インターシティ・レストラン (Intercity-Restaurant)」と名付けられたレストランを開業した。DSGはインターシティの車内を連想させる内装を宣伝した。同名のレストランはその後ドイツの各都市にも開業した。
1987年には、西ドイツ国鉄の子会社としてインターシティ・ホテル有限会社が設立され、1991年に最初のインターシティ・ホテルがフランクフルト・アム・マインに開業した。2011年現在はインターシティ・ホテルはシュタインベルガー・ホテルの子会社であり、ドイツ各地とウィーンのICE, インターシティ停車駅の駅前 (300m以内) で33のホテルを運営している。